# Каннибализм

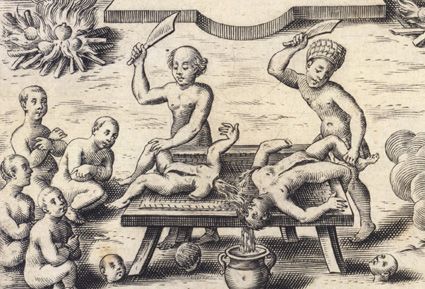
Каспар Плаутиус «Поклонение дьяволу и каннибализм в Южной Америке», 1621 г. (фрагмент)

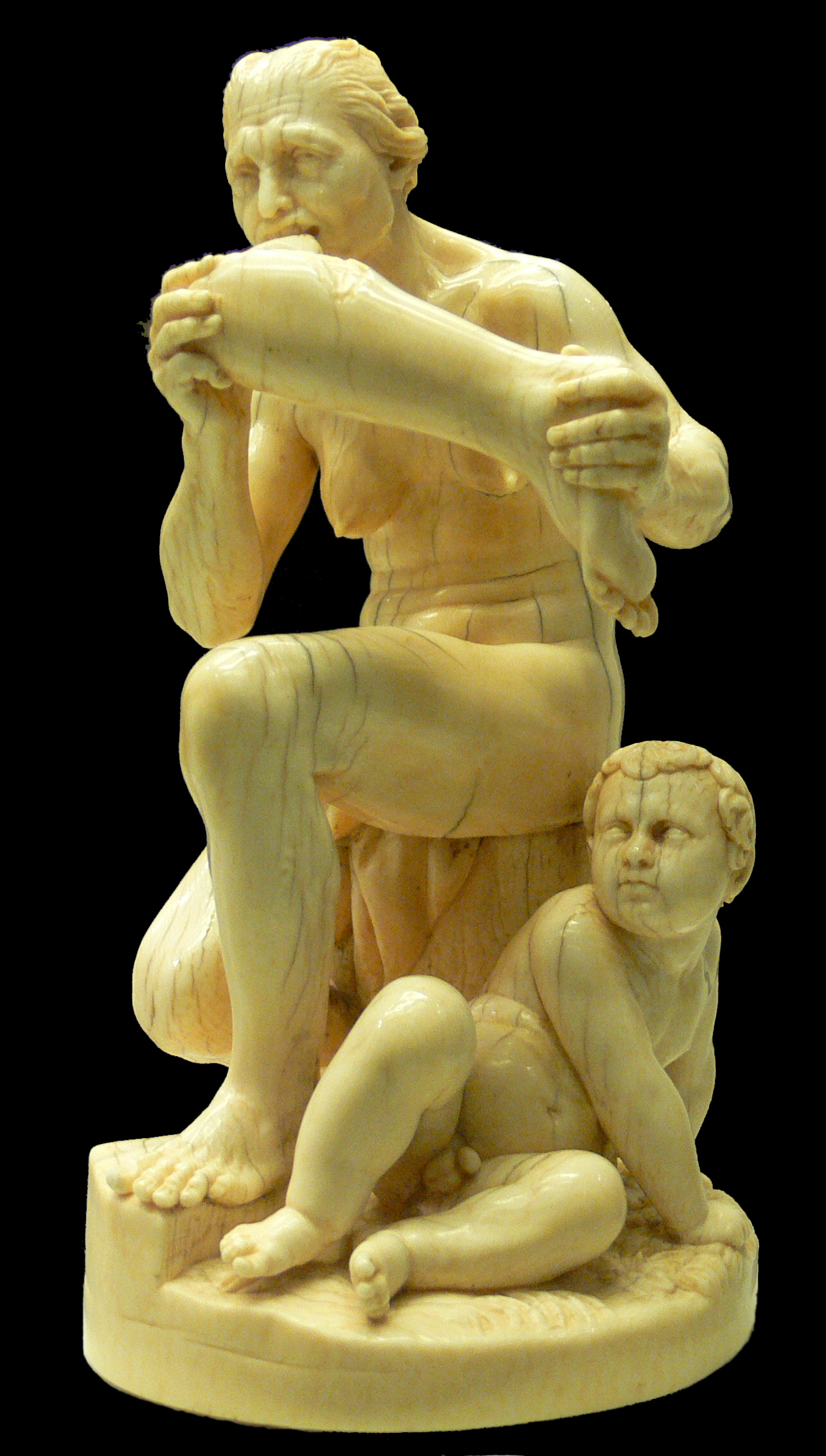
Каннибалка. Работа Леонарда Керна, 1650

Каннибали́зм (от фр. cannibale, исп. caníbal) — внутривидовое хищничество, поедание животными себе подобных, съедение представителей собственного вида.
Каннибализм в узком смысле, также называемый «каннибальство, людое́дство, антропофа́гия» — это поедание людьми людей (человеческой плоти). При этом в биологии понятия «канниба́л» и «людое́д» нетождественны: людоед — всякое существо, поедающее человека, а каннибал — существо, поедающее себе подобных.
Каннибализм широко распространён в природе, в том числе у представителей подсемейства Homininae, также встречается у Homo sapiens.

## Происхождение названия
Название «каннибалы» произошло от кани́ба — имени, которым называли обитателей острова Гаити жители Багамских островов ещё до открытия Америки Христофором Колумбом, произошедшего из языка таино и родственного словам carib, caribe. По Аврааму Когену Эррере, carib в языке карибов значило «храбрый воин».
Антропофагия — синоним слова «людоедство» — происходит от древнегреческого ἄνθρωπος «человек» и φαγεῖν «поглощать».

## Каннибализм у людей

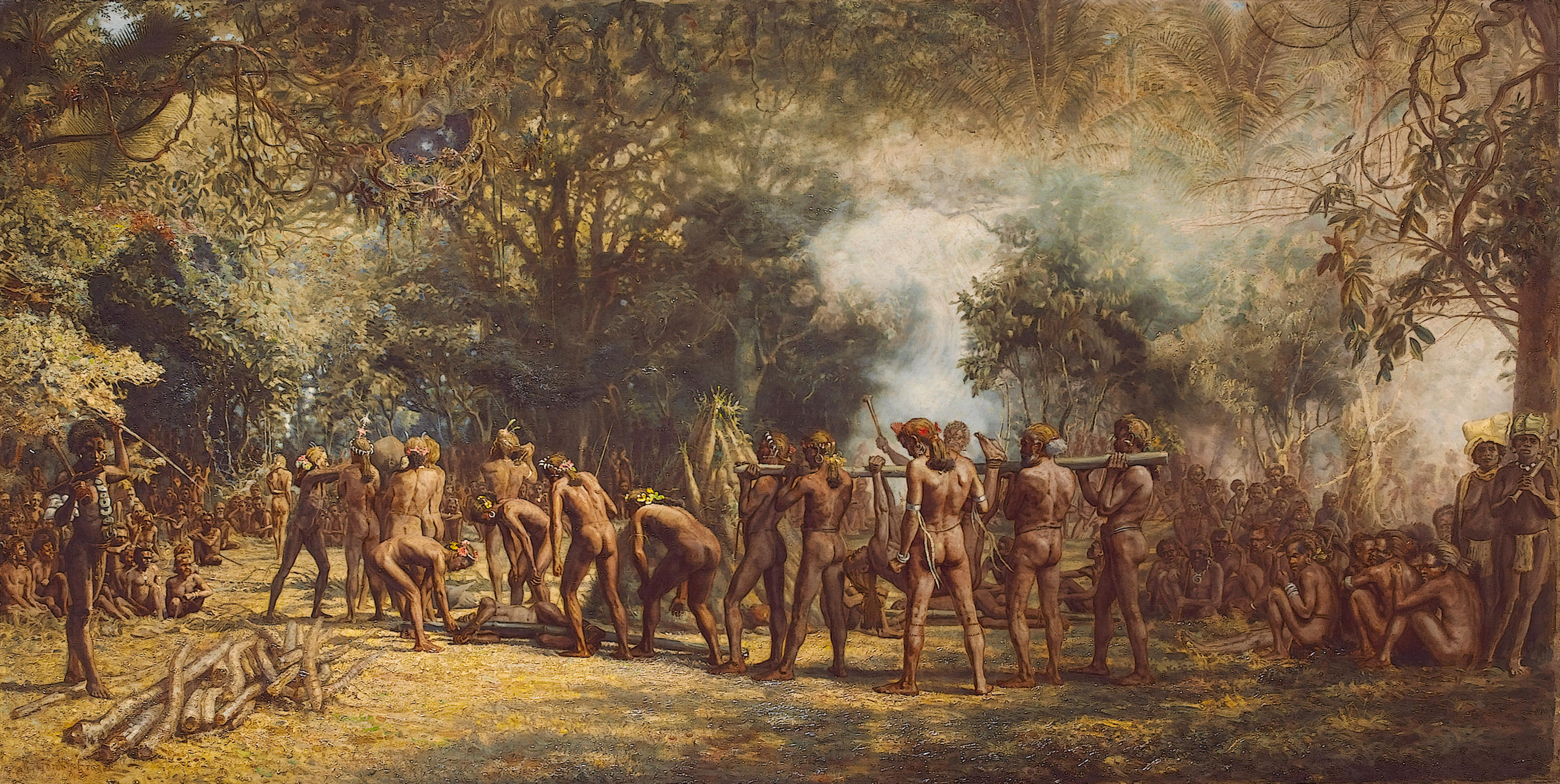
Пиршество каннибалов на острове Танна (Новые Гебриды). Худ. Чарльз Гордон Фрэзер, 1885—1889 гг.

Бытовой каннибализм практиковался на древнейшей стадии каменного века, но с увеличением пищевых ресурсов сохранился лишь как исключительное, вызванное голоданием, явление. В частности, нехваткой пищевых ресурсов в суровых условиях жизни объясняют каннибализм неандертальцев.
Ритуальный каннибализм, выражавшийся в поедании различных частей тел убитых врагов, умерших сородичей, сохранялся дольше и был основан на убеждении, что сила и другие свойства убитого переходили к поедающему.

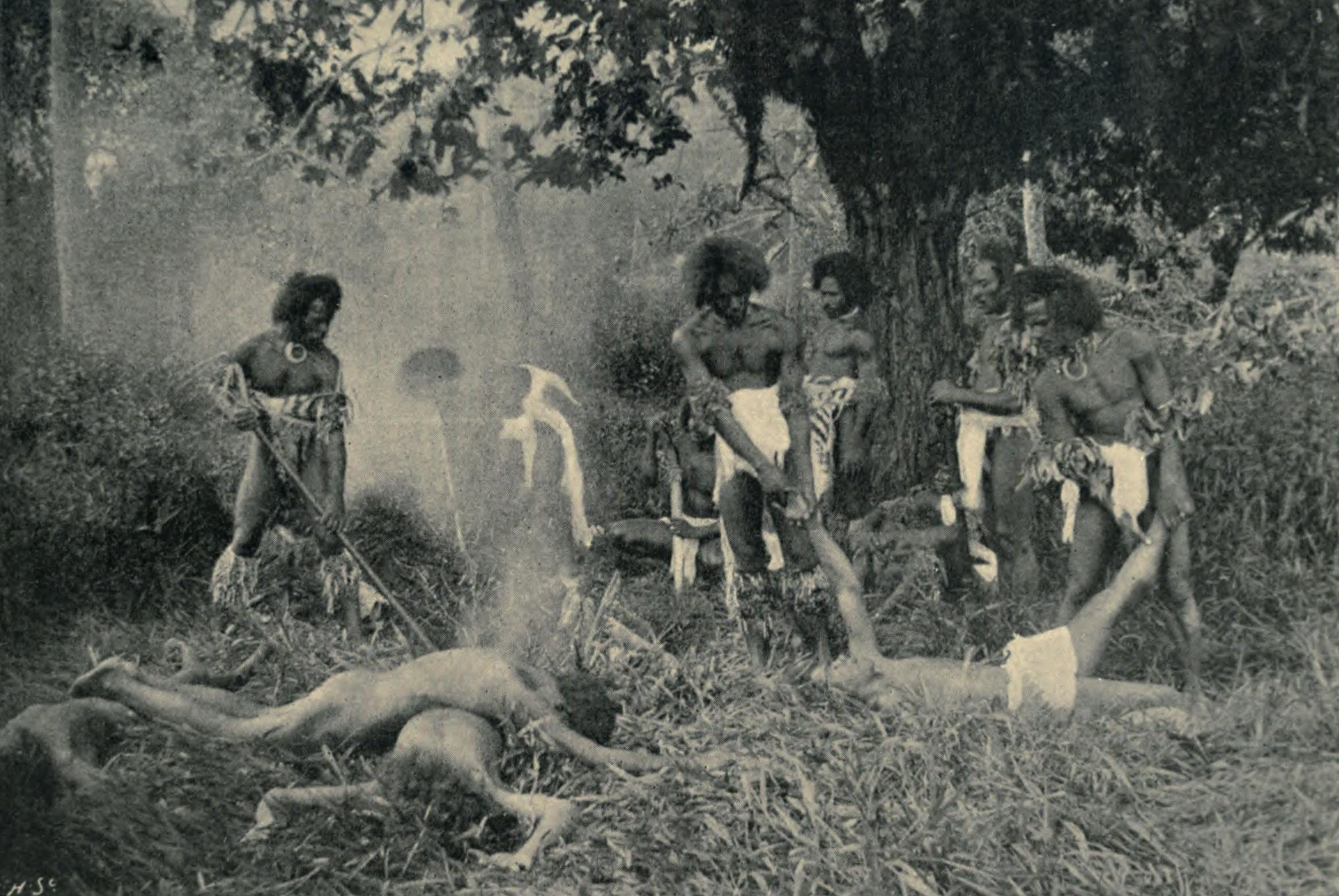
Пир каннибалов на Фиджи в 1869 г. Фото из книги Эдварда Ривза «Острова Южного океана в 1895 и 1896 гг.». 1898 г.

На 1957 год, согласно утверждениям Сида Кайл-Литтла, в первой половине XX века жившего среди аборигенов Ливерпул Ривер (штат Новый Южный Уэльс, Австралия), некоторые из них изредка практиковали ритуальный каннибализм либо прибегали к нему в случае крайней необходимости.
Одним из наиболее первобытных мотивов каннибализма должна быть признана ярость, инстинктивное желание уничтожить врага в буквальном смысле этого слова. Примеры такой ярости представляет и история культурных народов, когда разъярённая толпа, убив ненавидимого ею человека, терзала его на части, пожирала его сердце, лёгкие и так далее. Такие случаи были отмечены в разных странах и в различные эпохи. Слепая ярость осмысливается впоследствии представлением, что съедением врага последний совершенно уничтожается, или что его дух переходит в дух его победителя, даёт ему новую силу и храбрость. Вследствие этого съедаются преимущественно известные части тела: глаза, сердце, печень, мозг, или пьётся кровь и так далее, в которых особенно предполагается жизненная или одушевляющая тело сила. У некоторых народов убивали и съедали стариков, чтобы душа их не умерла вместе с телом, а продолжала бы жить в их потомках и сородичах. 
В XVII веке Фр. Бретон записывал легенды, рассказываемые карибскими аборигенами; в соответствии с этими легендами, те надолго зарекомендовали себя как людоеды. Однако есть некоторые сомнения в реальной основе этих легенд и соответственно в действительной распространённости людоедства среди этих племён. Согласно директиве королевы Изабеллы I Кастильской и последующей британской колониальной политике, рабство объявлялось незаконным за исключением одной оговорки, когда означенные народы были настолько не способны к нормальному существованию, что положение рабов для них было лучше, чем свобода. Такое законодательство привело к тому, что завоеватели преувеличивали распространение людоедских традиций и даже кое-что о них присочиняли, чтобы продемонстрировать недееспособность этих племён.

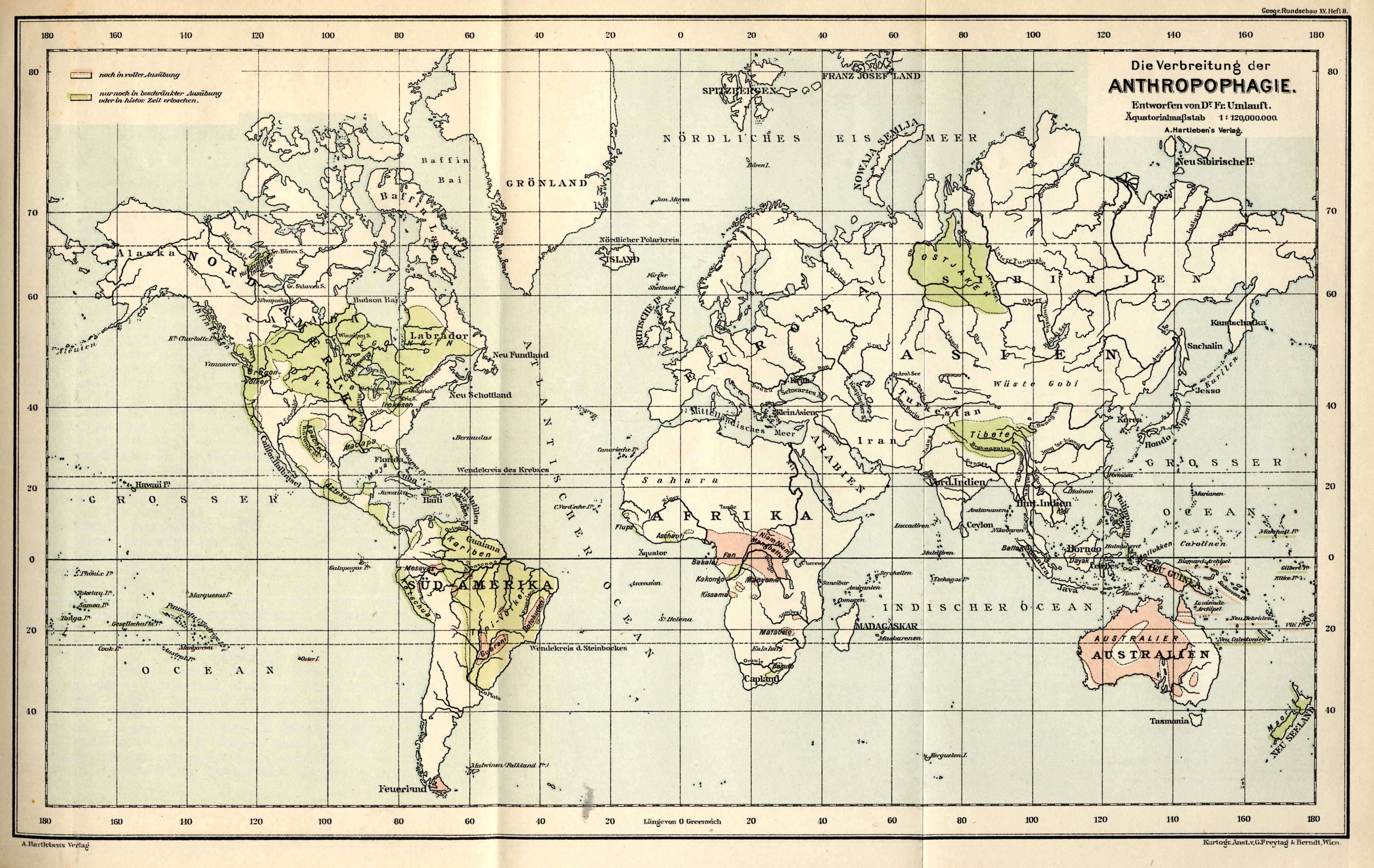
Карта распространения каннибализма, изданная в Германии в 1893 г. («красный» — распространено по-прежнему, «зелёный» — встречается редко или в скрытом виде)

Датский путешественник Арне Фальк-Рённе описал случай поедания покойников в племени форе в Папуа-Новой Гвинее, приведший к эпидемии куру. 
Имеются мнения, что хотя посмертное расчленение практиковалось в погребальных ритуалах, людоедство при этом места не имело. Марвин Харрис заключил, что каннибализм имел-таки место в период голода, совпавший с прибытием европейцев, и был возведён в религиозный ритуал. В средневековой медицине существовало объяснение каннибализма, основной идеей которого было существование чёрной жёлчи, находящейся в оболочках желудочка сердца и ответственной за пристрастие к человеческой плоти.
На удаленных островах с ограниченными природными ресурсами (о. Пасхи, Мангарева) каннибализм у местных племен являлся обычной практикой вплоть до начала XIX века. По свидетельству Чарльза Дарвина, посетившего в 1831 году Огненную Землю, во времена голода у огнеземельцев практиковался геронтоцид — убийство и поедание стариков другими членами племени.
В 1938 году норвежский путешественник Тур Хейердал совершил со своей первой женой Лив Кушерон-Торп свадебное путешествие на остров Фату-Хива Южной группы Маркизских островов, где беседовал с местным вождём Теи Тетуа, отец которого являлся, по словам последнего, заядлым каннибалом:

«Теи рассказал про своего отца Уту, самого знаменитого и свирепого воина в долине Уиа. Он почти ничего не ел, кроме человеческого мяса. Но в отличие от своих друзей предпочитал выждать, когда оно «дойдет», и тогда уже шел с миской к погребальной платформе… Теи признался, что сам один раз участвовал в каннибальском ритуале… Человеческое мясо сладкое, как кумаа — батат. Обычно жертву жарили, вернее, пекли на горячих камнях в земляной печи, завернув в банановые листья, как он нам свинину готовит. Некоторые ели человеческое мясо от голода, потому что тогда на острове было много народу и не всем хватало пищи. Но обычно потребление человеческого мяса носило характер религиозного ритуала и своего рода мести…»
Пережитком геронтоцида является эндоканнибализм, свойственный, в частности, индейцам яномама по описанию итальянского исследователя Этторе Биокка, в середине XX века записавшего рассказ бразильянки Хелены Валеро, свыше 12 лет прожившей в этом племени. По словам Валеро, воинственные яномама традиционно поедали прах своих кремированных родичей, смешанный с кашей из выращивавшихся ими в сельве плантанов, но не практиковали при этом каннибализм.

## Исторические факты

### Доисторическая эпоха
- Наиболее древняя находка, свидетельствующая о каннибализме у предков Homo, датируется около 1,5 млн лет назад[1]. На проксимальной части большой берцовой кости KNM-ER 741 гоминина неизвестного вида из кенийского местонахождения Кооби-Фора возрастом около 1,45 млн лет, найдено 9 следов от каменных орудий и два от зубов крупного представителя семейства кошачьих[1][15].
- Находки убитых и съеденных человеческих останков с уровня TD6 на участке Гран-Долина в Атапуэрке (Испания) датируются возрастом 0,8—0,96 млн лет[16].
- Найденный в Саккопасторе (Италия) череп неандертальца с возрастом порядка 120 тысяч лет имеет признаки каннибализма[17].

### Ранняя историческая эпоха
- Эмиль Картаус, доктор Бруно Бернард и другие специалисты в 1891 году обнаружили в Германии в пещерах Хённе признаки каннибализма, относящиеся к 1000—700 годам до н. э.[источник не указан 5303 дня]
- В Ветхом Завете упоминается каннибализм, вызванный голодом среди евреев в 580-х годах до н. э. после разрушения Иерусалимского храма и их пленения Навуходоносором (Плач Иеремии): «Воззри, Господи, и посмотри: кому Ты сделал так, чтобы женщины ели плод свой, младенцев, вскормленных ими? <…> Руки мягкосердых женщин варили детей своих, чтобы они были для них пищею во время гибели дщери народа моего» (Плач. 2:20; 4:10), а также аналогичные случаи в IX веке до н. э., во время осады ассирийцами Самарии (Четвёртая книга Царств): «И сварили мы моего сына, и съели его» (4Цар. 6:28, 29).
- Согласно древнегреческому драматургу Софоклу и римскому поэту Стацию, герой мифологического цикла «Семеро против Фив» Тидей из Калидона, сразив в битве смертельно ранившего его фиванца Меланиппа, схватил его отрубленную голову и, расколов череп, выпил из него мозг[18].
- Иероним Стридонский в своём письме «Против Иовиниана»[англ.] рассказывает, как при путешествии в Галлию встретился с представителями британского племени аттиков[уточнить]. По словам Иеронима, британцы утверждали, что их излюбленными деликатесами были «ягодицы пастырей и груди их жён» (360 н. э.). В 2001 году археологи Бристоля нашли свидетельство каннибализма времён железного века в Глостершире[19].

### Средние века
- После мусульманско-курейшитской битвы при Ухуде в 625 году печень убитого Хамзы ибн Абд аль-Мутталиба была съедена Хинд бинт Утбахой (женой Абу Суфяна ибн Харба, одного из командующих армии курейшитов), которая позднее приняла ислам и была матерью Муавии I, основателя и первого халифа династии Омейядов[20].
- Сохранились исторические источники, рассказывающие о массовом каннибализме в Египте во время голода, вызванного затянувшейся засухой из-за отсутствия разливов Нила (1200—1201)[21].
- Имеются данные о каннибализме во времена Первого крестового похода, когда крестоносцы питались телами врагов из захваченного арабского города Маарра (см. Осада Маарры). Амин Маалуф обсуждает последовавшие за тем случаи каннибализма при движении колонн к Иерусалиму, а также предпринятые впоследствии попытки историков удалить эти упоминания из западной истории[22].
- В «Великой хронике» (Chronica majora) английского историка XIII века Матвея Парижского татаро-монголы обвиняются в людоедстве[23].
- Граф Уголино делла Герардеска, умерший от голода в заточении в 1289 году в Пизе, был обвинён современниками (очевидно, несправедливо) в том, что перед смертью он был вынужден съесть своих сыновей и внуков. Это описывается в Песни 33 из «Божественной комедии» Данте[24].
- Существуют многочисленные, хотя и сомнительные, свидетельства о распространении каннибализма по всей Европе в период Большого голода, 1315—1317, когда Данте писал «Божественную комедию», то есть в самом начале Эпохи Возрождения в Италии[источник не указан 434 дня].
- Согласно рассказу историка Столетней войны Жана Фруассара, восставшие французские крестьяне, участники Жакерии (1358), «среди прочих злодеяний и бесчинств убили одного рыцаря, насадили его на вертел и, поворачивая на огне, поджарили его на глазах его жены и детей, …а затем силой заставили её и детей есть испеченное мясо рыцаря…»[25]
- Сохранились свидетельства о шотландском семействе Александра «Соуни» Бина, который со своей женой, восемью сыновьями и шестью дочерьми жил на холмах недалеко от Гервана (Южный Эйршир) во второй половине XVI — начале XVII века. Они поймали, заморили и съели несколько десятков человек, проезжавших мимо или случайно забредавших к ним на ночлег, за что, в конце концов, были схвачены, признаны сумасшедшими и казнены без суда (1625).
- В 1503 году, во время междоусобных войн в Иране, воины из племени кизилбашей, захватив одну из восточно-иранских крепостей, перебили всех её защитников, а тела многих из них съели. Был публично зажарен и съеден также взятый в плен комендант крепости Мурад-бек[26].
- В 1528 году итальянский мореплаватель на французской службе Джованни да Верраццано был убит и съеден индейцами-карибами на острове Гваделупа[27].

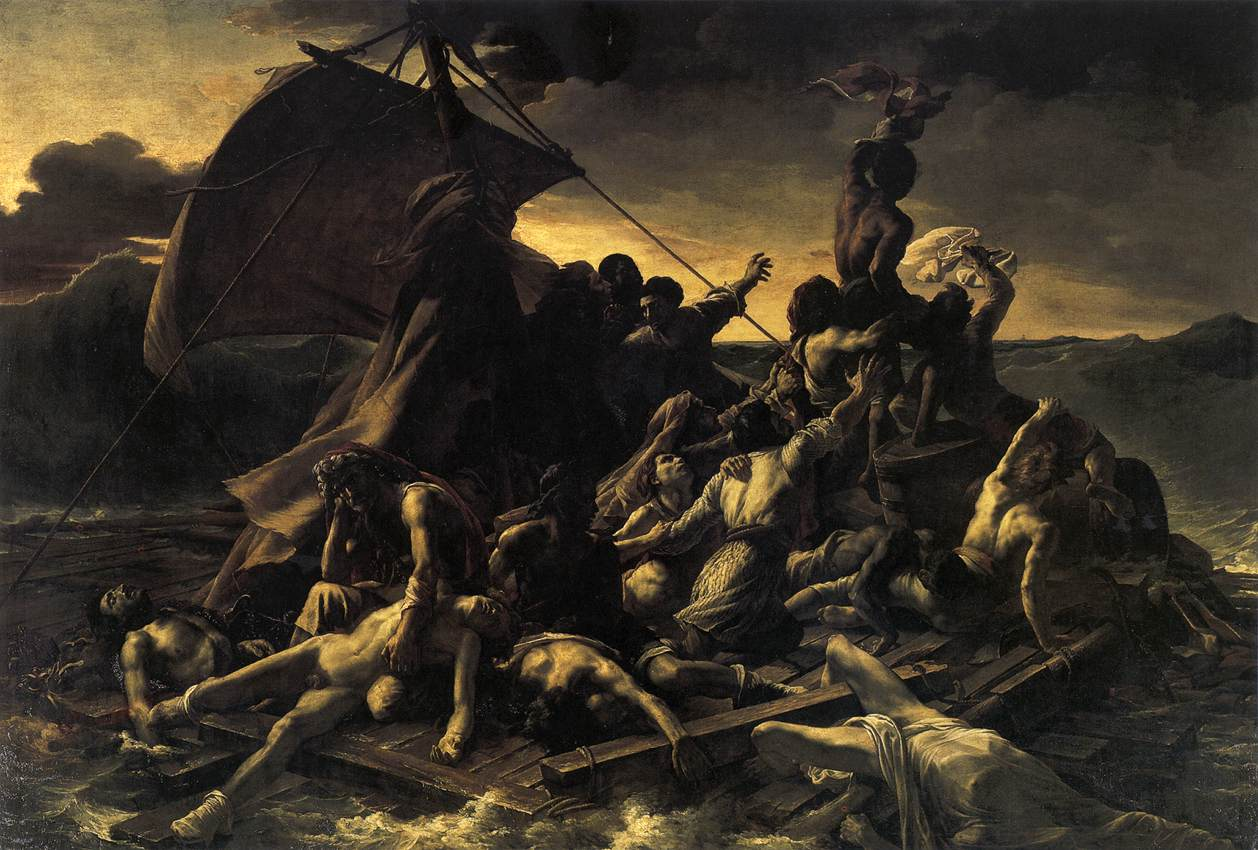
Картина Теодора Жерико «Плот „Медузы“» (1818—1819)

- Монах Диего де Ланда писал о проявлениях каннибализма в Юкатане — «Юкатан до и после завоевания»[28], и там были приведены аналогичные записи Пурчаса из колумбийского города Попаян и Маркизских островов в Полинезии, где человеческая плоть называлась «удлинённая свинья»[29]. Есть записи капитана Сержипи (Бразилия): «Они едят человеческую плоть, как только им удаётся добыть её, и если у женщины случается выкидыш, плод немедленно поедают. Если она рожает, она перерезает пуповину морской раковиной и варит вместе с последом, впоследствии съедая и то, и другое»[30].

### Новая история
- Историк Казимир Валишевский писал об осаждённых в 1612 году в Кремле поляках и литвинах:[31]

… они выкапывали трупы, потом стали убивать своих пленников, а с усилением горячечного бреда дошли до того, что начали пожирать друг друга; это — факт, не подлежащий ни малейшему сомнению: очевидец Будзило сообщает о последних днях осады невероятно ужасные подробности, которых не мог выдумать… Будзило называет лиц, отмечает числа: лейтенант и гайдук съели каждый по двое из своих сыновей; другой офицер съел свою мать! Сильнейшие пользовались слабыми, а здоровые — больными. Ссорились из-за мёртвых, и к порождаемым жестоким безумием раздорам примешивались самые удивительные представления о справедливости. Один солдат жаловался, что люди из другой роты съели его родственника, тогда как по справедливости им должен был питаться он сам с товарищами. Обвиняемые ссылались на права полка на труп однополчанина, и полковник не решился прекратить эту распрю, опасаясь, как бы проигравшая тяжбу сторона из мести за приговор не съела судью.

- Когда повстанцы Ли Цзычэна в 1640 году взяли город Лоян, князя Чжу Чаньсюня убили, зажарили и мясо раздали повстанцам, причём Ли Цзычэн самолично напился крови феодала.[источник не указан 4910 дней]
- В «Истории России с древнейших времён» (книга VI. 1657—1676) С. М. Соловьёва сообщается о том, что во время первой русской экспедиции Пояркова 1643 года на реку Амур казаки по приказу своего атамана ели мясо убитых тунгусских аборигенов, что послужило одним из поводов к бегству приамурских племён под защиту Цинской империи.

Служилых людей он бил и мучил напрасно и, пограбя у них хлебные запасы, из острожка их вон выбил, а велел им идти есть убитых иноземцев, и служилые люди, не желая напрасною смертию помереть, съели многих мёртвых иноземцев и служилых людей, которые с голоду померли, приели человек с пятьдесят; иных Поярков своими руками прибил до смерти, приговаривая: «Не дороги они, служилые люди! Десятнику цена десять денег, а рядовому два гроша». Когда он плыл по реке Зее, то жители тамошние его к берегу не припускали, называя русских людей погаными людоедами.

- Ховард Зинн в своей книге «А» — «История народа Соединённых Штатов» описывает каннибализм среди первых поселенцев британской колонии Джеймстаун, штат Виргиния, в 1607 году.

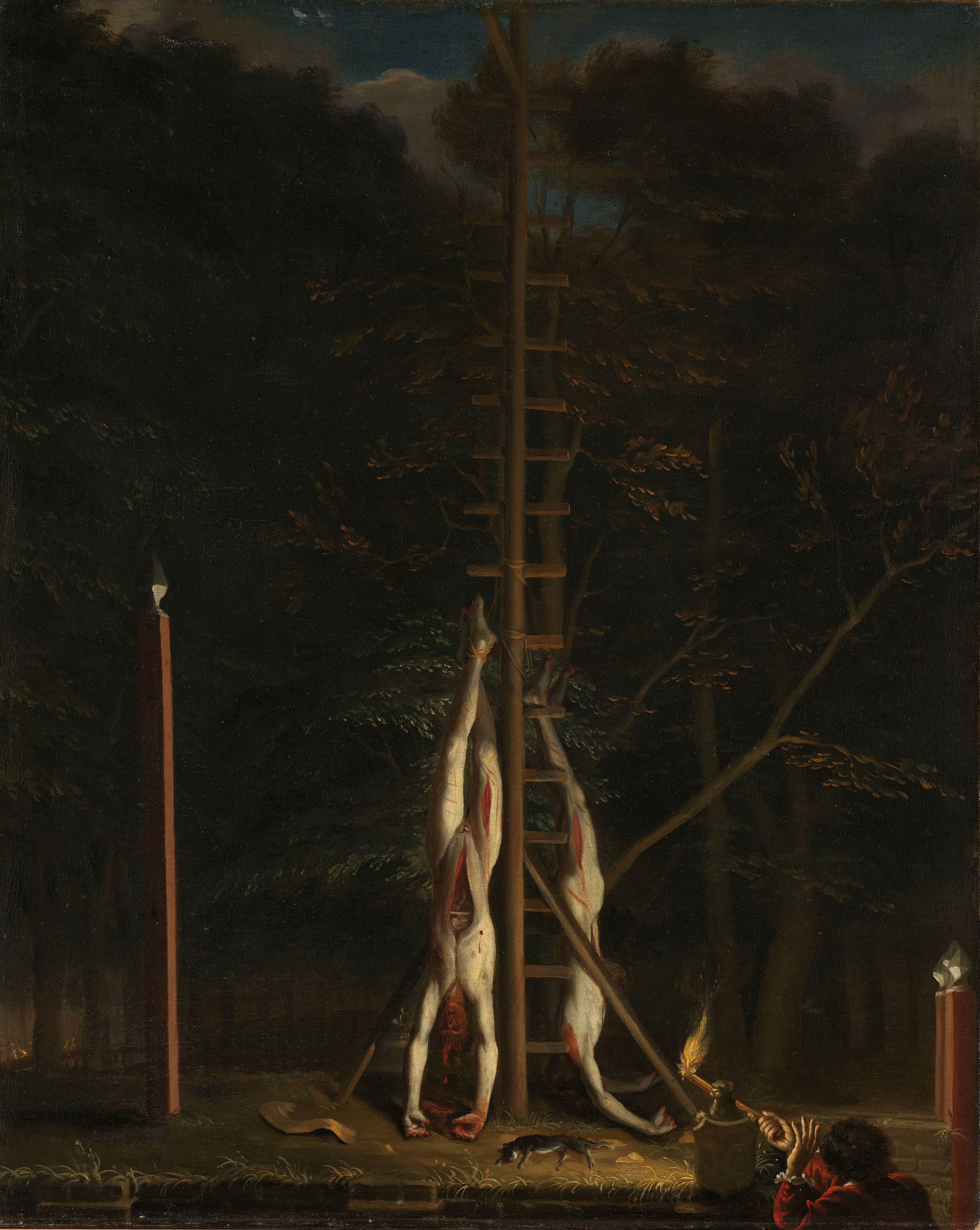
Тела братьев де Витт

- В Нидерландах в год бедствий — 1672 — когда страна подверглась нападению со стороны Франции и Англии в Франко-Голландскую войну (Третья Англо-Голландская Война), Ян де Витт (влиятельная политическая личность) был убит выстрелом в шею, его обнажённое тело было повешено и обезображено, а сердце — выставлено на всеобщее обозрение. Его брат был также подстрелен, заживо выпотрошен, голова размозжена, его обнажённое тело было повешено и частично съедено разъяренной толпой.
- Событие, случившееся на территории западного Нью-Йорка («Графство Сенека») в США в 1687 году, было описано в приведённом ниже письме губернатора Канады де Денонвиля[фр.] во Францию:

13 июля, примерно в четыре часа дня, пройдя два опасных перевала, мы приблизились к третьему, где мы были атакованы 800 сенеками, 200 из которых пытались зайти к нам в тыл, а остальные силы атаковали нас спереди, но оказанное нами сопротивление навеяло такой страх, что они вскоре вынуждены были спасаться бегством. Наши войска были настолько утомлены необычайной жарой и длинным переходом, что мы решили стать лагерем на один день. Нам довелось увидеть обычные зверства дикарей, которые расчленяли тела на четверти, как в мясной лавке, чтобы засунуть их в котёл. Наши мерзавцы отоайи (оттавские индейцы) особенно отличались своим варварством и трусливостью, по тому, как они удирали с поля боя…

- В 1763 году во время восстания Понтиака один из схваченных английских солдат был съеден в ходе ритуала местными каннибалами[32].
- В Новой Зеландии в 1809 году 66 пассажиров и членов экипажа брига «Бойд» (The Boyd) были убиты и съедены агрессивными представителями народа маори в бухте Вангароа на Северном острове архипелага[33]. Это была уту (месть) за то, что одного туземца высекли кнутом, когда тот отказался работать во время рейса судна из Австралии[34]. Случай знаменит как наиболее кровавое массовое убийство в истории Новой Зеландии.
- Примерно таким же образом поступили маори в 1816 году с немногочисленным экипажем брига «Агнесса», о чём сообщил британским издателям чудом спасшийся с этого судна, долгие годы проживший среди дикарей и сумевший вернуться на родину матрос Джон Рутерфорд (1796—1830)[35].
- Такие учёные, как Георг Форстер, участвовавший во второй кругосветной экспедиции Дж. Кука (1772—1775), и Чарлз Дарвин, совершивший в 1831—1836 годах путешествие вокруг света на корабле «Бигль», ссылаясь на рассказы своих предшественников, сообщают о бытовании каннибализма у отдельных групп фуэгинов Огненной Земли в XVII — первой пол. XIX в., объясняя это, однако, недостатком пищи и крайне неблагоприятными условиями существования[36].
- Среди фиджийцев каннибализм в XVIII — первой половине XIX веке настолько широко был распространён, что враждебные племена устраивали настоящую охоту за пленниками, в отношении которых употреблялся термин «длинная свинья», особенно выделялись жители группы островов Ясава, которые жили тем, что отлавливали врагов, откармливали их в бамбуковых клетках, а затем продавали или поедали, зажарив в земляных печах[37]. Причём с распространением в начале XIX веке на Фиджи огнестрельного оружия подобный обычай даже расцвёл, пока в 1857 году объединивший архипелаг под своей властью и принявший христианство вождь Такомбау официально не запретил его.
- Во время отступления в Литве в декабре 1812 года голодные французы нередко доходили до каннибализма.[источник не указан 4910 дней]
- Спасшиеся с французского фрегата «Медуза» в 1816 году прибегли к людоедству после четырёх суток плаванья на плоту[38].
- Спасшиеся на трёх небольших лодках с затонувшего китобойного судна «Эссекс» во время охоты на кита в районе острова Нантакет, штат Массачусетс, 20 ноября 1820 года прибегли, по общему согласию, к людоедству, чтобы хоть кто-то мог выжить. (История частично легла в основу романа Германа Мелвилла — «Моби Дик».)[39]
- «Акадийский репортёр» (газета, издаваемая в Галифаксе, Канада, начало 1800-х годов) опубликовал свою статью 27 мая 1826 года, повествующую о крушении судна «Фрэнсис Мэри», гружёного древесиной, на маршруте Нью-Брансуик (Канада) — Ливерпуль (Англия). В статье рассказывается, как выжившие для самосохранения питались телами погибших[40].

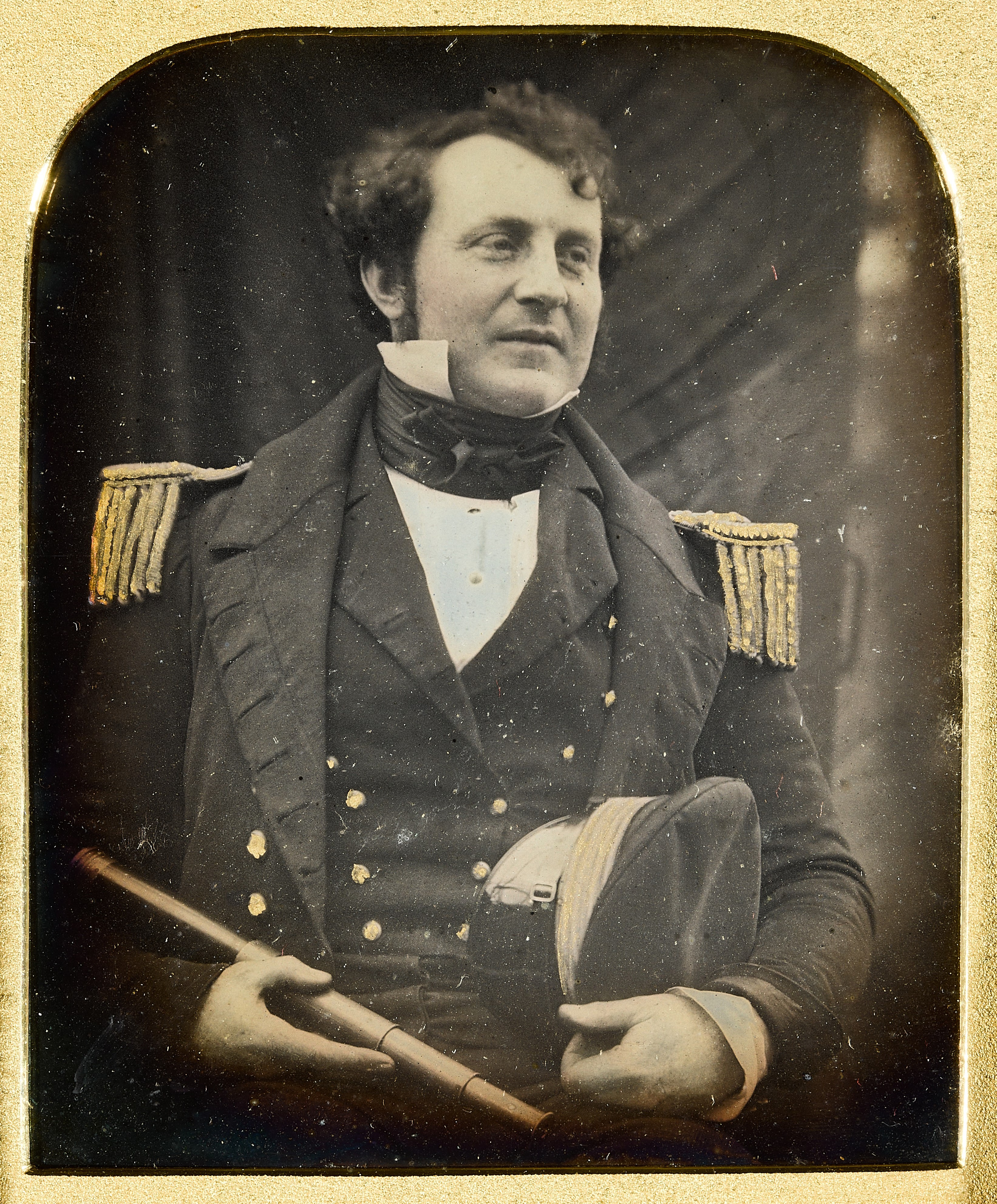
Джеймс Фицджеймс

- По данным археологов и свидетельствам местных эскимосов, последние оставшиеся в живых участники пропавшей полярной экспедиции английского мореплавателя Джона Франклина прибегли к каннибализму во время перехода через остров Короля Уильяма к Большой Рыбной реке. (История легла в основу романа Дэна Симмонса «Террор», а в последующем и одноимённого сериала)[41]. В частности был съеден капитан «Эребуса» Джеймс Фицджеймс[42].
- В 1846—1847 годах группа белых переселенцев в Калифорнию, известная как «Партия Доннера», вынужденно прибегла к каннибализму, будучи застигнутой снежной бурей в горах Сьерра-Невада[43].

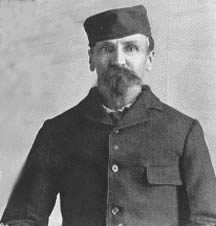
Альфред Пакер

- Случай в Англии («Реджина против Дадли и Стефенса»[англ.], 1884) произошёл с четырьмя членами экипажа английской яхты «Mignonette», которые попали в шторм где-то в 1600 милях от Мыса Доброй Надежды. После нескольких дней плаванья один из них потерял сознание от голода и солёной воды. Другие (один из них был против) решили убить его с целью съесть. Они были подобраны спустя четыре дня. Факт в том, что не все согласились бросить жребий, вопреки Морскому обычаю, становясь убийцами.

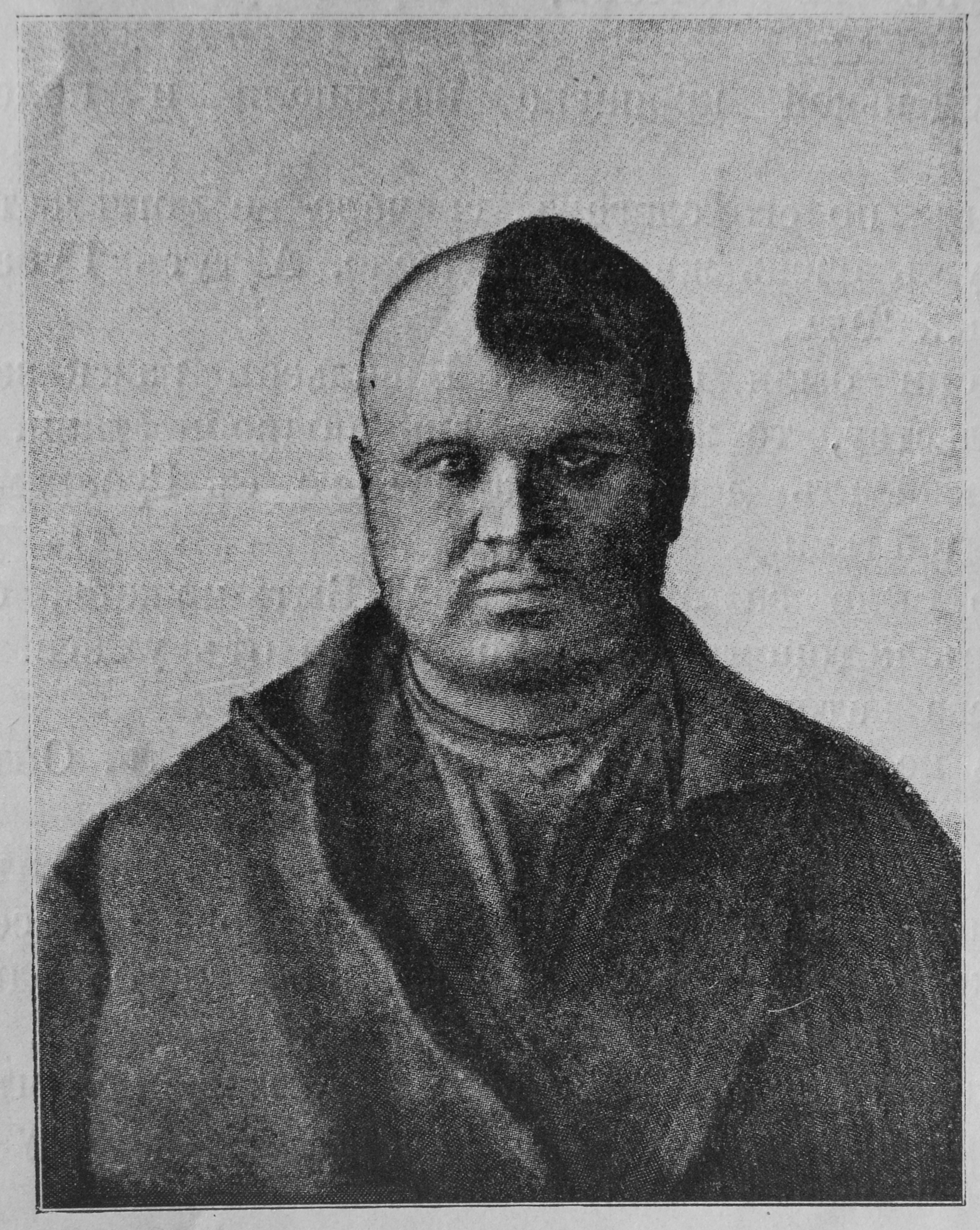
«Онорский людоед» Губарь на сахалинской каторге, 1903

- Легендарный американский маунтинмен Джон «Пожиратель Печени» Джонсон (1824—1900), мстя за свою убитую индейцами жену, якобы вырезал и съедал печень у каждого убитого им кроу. Попав однажды в плен к черноногим, он сумел бежать, убив индейца-стражника и отрезав одну из его ног, мясом с которой питался в пути[44].
- В 1870-х годах, США, штат Колорадо, человек по имени Альфред Пакер был обвинён в убийстве и поедании своих товарищей-золотодобытчиков[45]. Он провёл 18 лет в тюрьме, пока не был помилован, и на протяжении всей своей жизни утверждал, что не виновен в убийстве. История Альфреда Пакера была экранизирована в музыкальном комедийном фильме ужасов кинорежиссёра Трея Паркера — «Каннибал! Мюзикл», выпущенном в 1993 году кинокомпанией Troma Entertainment. Главный кафетерий в Болдерском университете (штат Колорадо) назван Гриль Альфреда Пакера.

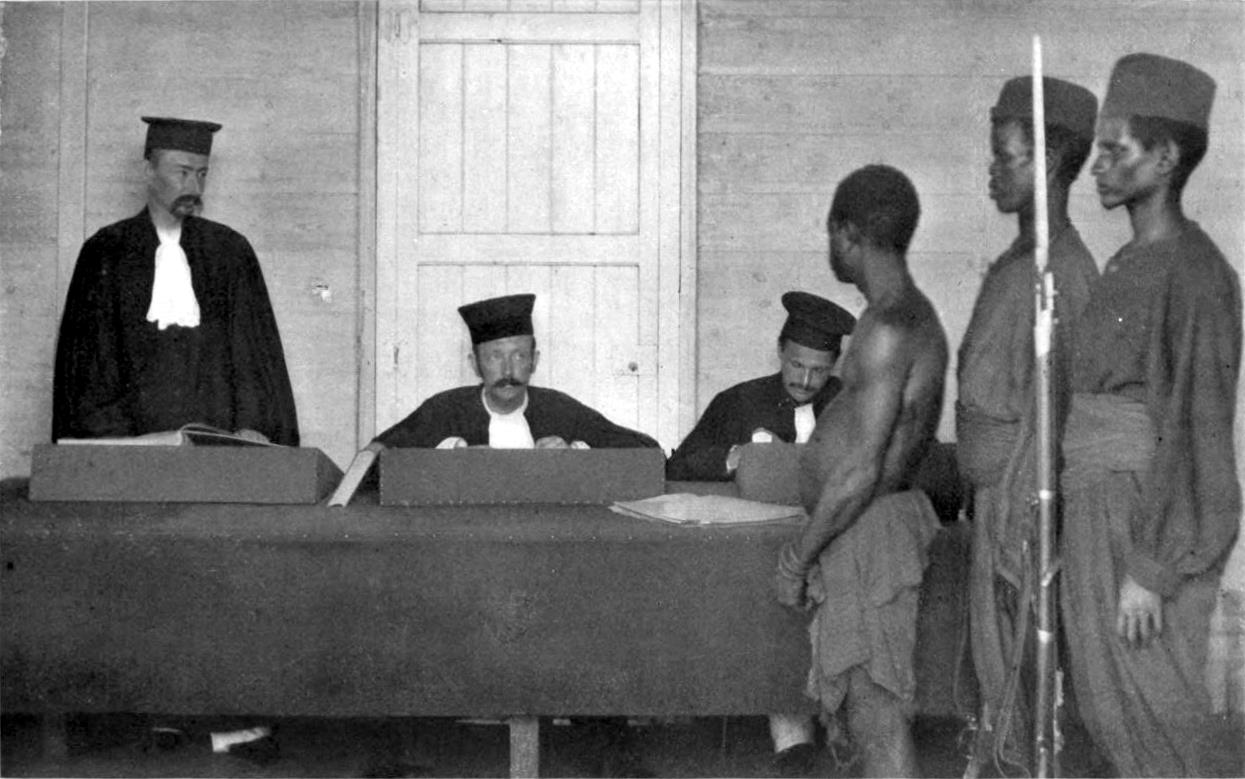
Смертный приговор за каннибализм, Конго, до 1905

- К каннибализму, согласно расследованию ряда политиков и журналистов, вынужденно прибегли участники американской арктической экспедиции Адольфа Грили, зимовавшие в 1883—1884 годах на острове Пим у побережья острова Элсмир Канадского Арктического архипелага.

### Современная эпоха
- В 1920-х годах в СССР, в российском Поволжье и Казахстане, а также в 1930-х годах на юге России и на Украине, во время массового голода были зафиксированы многочисленные случаи каннибализма[5][46][47]. Вопрос был, судя по всему, достаточно актуальным, поскольку в течение 1921—1922 годов Политбюро РКП (б) трижды возвращалось к его рассмотрению. В первом случае (Протокол ПБ № 87а от 29 декабря 1921 года — 4 января 1922 года) решено дать указание Верховному трибуналу ВЦИК людоедов «не судить, а изолировать, как больных, без суда»[48], во втором (Протокол ПБ № 92а от 27-31 января 1922 г.) — «строже относиться к публикации сенсационных сообщений из голодных мест и прекратить печатание рассказов о всяком людоедстве»[49], в третьем (Протокол ПБ № 93 от 2 февраля 1922 г.) — было подтверждено прежнее решение об изоляции каннибалов как умалишённых, без суда[50]. О довольно частых случаях каннибализма в начале 1920-х годов в Казахстане свидетельствует, например, тот факт, что 8 марта 1922 года Народный комиссариат юстиции КССР издал секретный циркуляр № 12, в котором отмечалось, что «на почве голода среди населения возникли дела о так называемом людоедстве, то есть употреблении в пищу человеческого мяса». Циркуляр предлагал разграничивать две формы людоедства: 1) умышленное лишение жизни других лиц «с целью непосредственного потребления в пищу их мяса» и 2) употребление в пищу мяса умерших людей. Первую форму циркуляр предписывал квалифицировать как убийство из личных или корыстных мотивов с привлечением виновных к соответствующей ответственности; вторая форма, согласно циркуляру, хотя напрямую и не запрещена действующим законодательством, но, ввиду её «непримиримых противоречий с общегосударственными интересами охранения народного здоровья, а также с современной культурой и правосознанием», также должна караться органами правосудия, при этом мера наказания должна определяться судом с учётом «требований наибольшей целесообразности»[51].
- Американский писатель Лоуэлл Томас[англ.] в книге «Крушение Думару» (1930) пишет о каннибализме среди выживших членов экипажа «Думару» после того, как их пароход был взорван и затонул во время Первой мировой войны.
- Около 1931 года репортёр газеты «Нью-Йорк таймс» Вильям Сибрук раздобыл для своих исследований у студента-медика из Сорбонны кусок тела здорового человека, погибшего от несчастного случая, приготовил и съел его. Он писал:

По вкусу это напоминало хорошую телятину, не от самого молодого телёнка, но и не говядину. Это в точности соответствует указанному описанию, и не похоже на другие виды мяса, которые мне когда-либо приходилось есть. Думаю, человек с нормальным восприятием не смог бы отличить его от обычной телятины. Этот кусок мяса обладал мягким вкусом без какой-либо остроты или специфических характеристик, как например, у козлятины или свинины. Кусок был немного более жёстким, чем нормальная телятина, немного волокнистым, но не слишком, чтобы не быть пригодным в пищу. Поджаренный кусок, из середины которого я сделал срез и съел его, по цвету, фактуре, запаху и вкусу укрепил мою уверенность, что из всех привычных нам видов мяса телятина является наиболее близким аналогом.
— William Bueller Seabrook. «Jungle Ways» London, Bombay, Sydney: George G. Harrap and Company, 1931
- Утверждая, что во всех областях Аппалачей никогда не практиковался каннибализм, Джеймс К. Криссман ссылается на недавние случаи поедания покойников в горах в восточной части штата Кентукки в конце 1930-х годов. Мясо усопшего поедали для выражения усопшему почтения и для утешения родственникам. Криссман размышляет, что этот редкий ритуал вышел из практики по мере развития американского общества и его проникновения в географически изолированный район[52]. На одно из таких происшествий намекает местная газета в графстве Нокс, штат Кентукки, 1904 год. Статья «Погиб под поездом» описывает смерть Дж. Кокса под товарным поездом. В конце статьи указаны число и время посещений и содержится намёк на поедание «останков тех, кто пересёк тёмную реку смерти», что является скрытой метафорой, которую поймут практикующие этот ритуал[53].
- Во время Великой Отечественной войны в блокадном Ленинграде в связи с возникшим голодом имели место многочисленные случаи каннибализма — как умерших естественной смертью людей, так и в результате преднамеренных убийств. По данным, рассекреченным в 2004 году, только к декабрю 1942 года НКВД арестовало 2105 человек за каннибализм. Трупоедство каралось тюремным заключением, а за убийство ради людоедства обычно полагался расстрел. В уголовном кодексе РСФСР не было статьи за каннибализм, в связи с чем арестованных судили по статье 59[3] «Бандитизм»[54]. Случаев убийства ради людоедства было значительно меньше, чем случаев трупоедства: из 300 человек, арестованных в апреле 1942 года, только 44 совершили убийство[55]. 64 % каннибалов были женщинами, 44 % — безработными, 90 % — неграмотными или только с начальным образованием, 15 % были коренными жителями Ленинграда и 2 % имели криминальное прошлое. Эти цифры лишь самая малая часть того, что стало достоянием общественности ввиду раскрытия произошедшего преступления, но ещё больше случаев каннибализма так и не были раскрыты и произошли не в самом городе, а в прилегающей сельской местности. Прибегавшие к каннибализму часто оказывались одинокими женщинами с детьми-иждивенцами и без уголовного прошлого, что способствовало снисходительности суда[56].
- В судебных протоколах задокументированы свидетельства о каннибализме в японских войсках в годы Второй мировой войны. Когда у них кончалась еда, японские солдаты убивали и съедали друг друга, когда рядом с ними не оказывалось кого-нибудь из гражданского населения или противников. В других случаях они убивали и расчленяли солдат противника. Хорошо задокументирован случай, происшедший в Титидзиме в 1945 году[57], когда японские солдаты убили и съели восьмерых сбитых американских лётчиков. Этот случай был расследован в 1947 году, под следствием проходили 30 японских солдат, из них пятеро (майор Матоба, генерал Татибама, адмирал Мори, капитан Иси и доктор Тераки) были признаны виновными и повешены.

У цивилизованного человека не укладывается в голове организованный каннибализм, до которого скатилась японская армия к концу Тихоокеанской войны. При этом людоедство имело место даже тогда, когда хватало другой пищи. Этот факт подтверждает мысль о том, что японская армия была глубоко поражена дикими предрассудками и поверьями. Согласно одному из них, считалось, что съеденное тело поверженного врага укрепляет дух и прибавляет сил победителю.
— Юрий Г Иванов. Камикадзе: пилоты-смертники: Японское самопожертвование во время войны на Тихом океане. — Русич, 2001. — 526 с. — (Мир в войнах). — ISBN 5813803114.
- Писатель Джеймс Брэдли в книге «Правдивая история о мужестве»[англ.]" приводит подробности нескольких случаев каннибализма японских военнослужащих в годы Второй мировой войны по отношению к своим пленным. Автор утверждает, что это было не только ритуальным потреблением печени только что убитых военнопленных, но также и постепенным поеданием живых заключённых в течение нескольких дней путём последовательной ампутации конечностей, что обеспечивало постоянное наличие свежего мяса.
- По рассказам Джона Ф. Кеннеди о прохождении военной службы в годы Второй мировой войны, его слуга, парень с Соломоновых Островов, хвастался, что съел японского солдата. Говорилось также, что островитяне практиковали охоту за скальпами[58].
- Упоминание о поедании китайцами своих врагов часто появляется в поэзии Китая времён династии Сун, в том числе в сборнике «Мань цзян хун» (кит. 满江红), хотя каннибализм здесь звучит скорее как поэтическая символика с целью выразить ненависть к врагу. Китайский каннибализм, как результат ненависти, отмечен также во время Второй мировой войны[59].
- Журналист Нейл Дэвис писал о каннибализме во время войн в Юго-Восточной Азии в 1960-х и 1970-х. Дэвис писал, что камбоджийские партизаны в порядке ритуала поедали части тел убитых врагов, чаще всего печень. При этом он и многие беженцы рассказывают о неритуальном людоедстве, просто из-за голода. Обычно это происходило в городах и деревнях, где у власти оказывались красные кхмеры, и пища распределялась строго порционно, что вызывало широкое распространение голода. Гражданские лица, уличённые в людоедстве, предавались немедленной казни[60].
- 13 октября 1972 года уругвайская студенческая команда по регби летела через Анды для участия в товарищеском матче в Сантьяго. Самолёт FH-227 потерпел крушение в условиях высокогорья вблизи границы Чили с Аргентиной. После двух недель голода и лишений, не располагая никакими запасами продовольствия, группа выживших приняла решение есть замёрзшие тела погибших с целью выживания. Они были спасены спустя 72 дня. (См. Катастрофа FH-227 в Андах.) На основе этой истории мексиканским режиссёром Рене Кардона был снят остросюжетный фильм «Выжившие в Андах» (1976), а американским режиссёром Фрэнком Маршаллом — фильм «Живые» (1993).
- В 1981 году японский студент Иссэй Сагава, изучавший английскую литературу в университете Сорбонны в Париже, познакомился с 25-летней голландской студенткой. В ходе общения он убил её и съел, трогательно описав эту процедуру. Его богатый отец, мотивируя тем, что указанный случай не вписывается во французскую юрисдикцию, добился экстрадиции Иссэя в Японию, где он в конечном счёте был выпущен на свободу. Опубликованные описания процедуры сделали его поистине национальной знаменитостью; он выпустил несколько бестселлеров и продолжал публиковаться в газетных колонках[61]. История явилась темой песен «La Folie» рок-группы Stranglers (1981) и «Слишком много крови» рок-группы The Rolling Stones.
- В 1992 году в США была основана Церковь эвтаназии, один из принципов которой — каннибализм[62][63].
- Беженцы из Северной Кореи сообщают об имевших место случаях каннибализма в период особо сильного голода в 1996 году[64].
- В декабре 2002 года в городе Ротенбург (Германия) был выявлен крайне необычный случай. В марте 2001 года 41-летний системный администратор Армин Майвес поместил в Интернете серию каннибальских объявлений в поисках молодого парня в возрасте от 18 до 25 лет, желающего умереть и быть съеденным. По крайней мере на один из своих запросов он получил положительный ответ. На объявление откликнулся Бернд Брандес (Jürgen Brandes), другой системный администратор, предложивший свои услуги. Два джентльмена договорились встретиться. Бернд Брандес был по своему собственному согласию убит и частично съеден Майвесом. Майвес был позже приговорён к восьми с половиной годам тюремного заключения за непредумышленное убийство (убийство второй степени). В апреле 2005 года, немецкий Федеральный Суд потребовал пересмотра дела и в мае 2006 года дело Майвеса было квалифицировано как умышленное убийство и он был приговорён к пожизненному заключению. На этот сюжет написана песня «Mein Teil» немецкой рок-группы Rammstein. Это был не первый случай убийства по согласию, предлагаемому через Интернет, как в случае Шэрон Рины Лопатки, но это был первый в мире случай предварительно оговорённого каннибализма. Данный случай обыгрывается в английском ситкоме Компьютерщики в 3-й серии 2-го сезона.
- 23 февраля 2005 года, в городе Гусиноозерск (Республика Бурятия, Россия) пожилой мужчина пошел выносить мусор, подойдя к контейнеру, он обнаружил окровавленную голову и фрагменты верхней части тела с одной рукой. После чего, заявил в милицию о случившемся. В результате оперативной работы были задержаны двое мужчин, Чингис Бубеев и Сергей Чупышев. Следствием установлено, что Бубеев в ходе пьяной ссоры 22 февраля 2005 года убил собутыльника, некоего Волкова, после чего при помощи третьего участника застолья расчленил труп убитого. Из человеческого мяса они наделали пельменей, сварили и съели их, часть мяса продали соседке под видом конины. Оставшиеся части тела уложили в мешки и выбросили в мусорный контейнер. Чингис Бубеев получил 14 лет лишения свободы в колонии строгого режима за убийство, Сергей Чупышев получил 2 года лишения свободы за укрывательство преступления. Этот случай стал первым случаем каннибализма в Республике Бурятия.
- 13 января 2007 года датский художник Марко Эваристти[англ.] устроил обед для узкого круга друзей. Главным блюдом были пельмени аньолотти, начинённые фаршем из его собственного жира, извлечённого раннее в том же году при липосакции[65].
- В июне 2007 в Катаре в городе Доха были арестованы четыре выходца из Азии, предположительно убившие своего соотечественника и съевшие его. У этих четверых возникла тяжёлая реакция организма на съеденную человеческую плоть, и они вынуждены были срочно обратиться в больницу. Сделанный рентгеновский снимок показал наличие в желудке одного из них человеческого пальца, и врач вызвал полицию[66][67].
- 19 января 2009 года в городе Санкт-Петербурге (Россия) в одном из домов по проспекту Космонавтов двое юношей утопили в ванной свою ровесницу, после чего расчленили тело и, согласно приговору суда, употребили в пищу часть её икроножной мышцы; останки сложили в пакеты и выбросили их в контейнеры для мусора и в водоём. Было установлено, что молодые люди были музыкантами, один из них — лидером группы, поклонницей которой и была убитая девочка[68]. В обвинительном заключении принадлежность обвиняемых к молодёжным субкультурам не фигурировала[69]. 5 мая 2010 года готы были приговорены к длительным срокам заключения[70]. Однако никаких вещественных доказательств каннибализма в деле нет, версия следствия базируется на признательных показаниях осуждённых, которые, по их словам, были даны под пытками, и от которых они впоследствии отказались, заявив, что утопление было непредумышленным, а также на показаниях свидетельницы, данных через год после происшествия и противоречащих её первоначальным показаниям[71][72].
- 21 декабря 2010 г. 40-летний Стивен Гриффитс, преподаватель криминологии из Брэдфордского университета, был осуждён в городе Лидс графства Йоркшир, Великобритания, за то, что в 2009—2010 годах убил, расчленил при помощи электроинструмента, а затем съел трёх проституток[73].
- В 2011 году в Пакистане судили двоих братьев, выкапывавших на кладбище трупы и поедавших их[74].
- В 2011 году во Французской Полинезии, на острове Нуку-Хива были найдены останки немецкого туриста, который, скорее всего, стал жертвой каннибалов[75][76].
- В 2011 году голландские телеведущие в прямом эфире ели части друг друга. В конечном итоге этот сюжет оказался театральной постановкой[77][78].[неавторитетный источник]
- В августе 2011 года в Мурманске Иван Лебедев съел 32-летнего гомосексуального преподавателя истории, пригласив его к себе домой, перед этим познакомившись на сайте знакомств[79][значимость факта?].
- 22 марта 2012 года двое жителей острова Русский (территория Владивостока) в процессе распития спиртных напитков убили своего третьего собутыльника. После этого два дня приятели употребляли мясо своего приятеля в пищу, готовя из него различные блюда. В холодильнике каннибалов полицейские обнаружили части тела и голову. Задержанные также рассказали, что успели продать часть мяса на местном рынке. Свой поступок каннибалы объяснили тем, что у них «кончилась закуска»[80][значимость факта?]…

## Каннибализм как результат голода

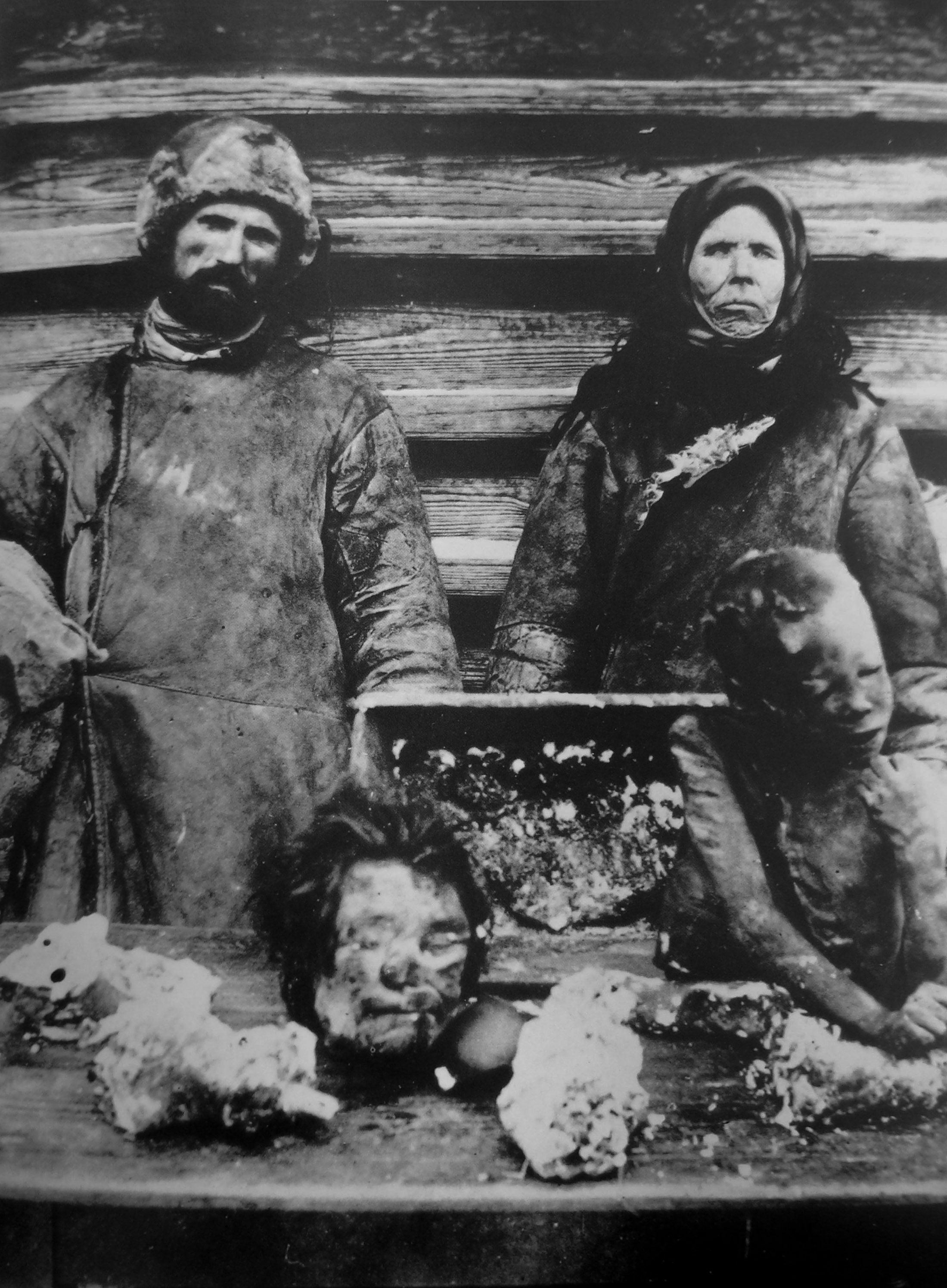
Каннибализм во время голода в Поволжье, 1921

В истории известны многочисленные случаи вынужденного каннибализма, когда люди, находящиеся перед лицом угрозы голодной смерти, вынуждены были ради выживания употреблять в пищу плоть тех, кто умер прежде них естественной смертью или, реже, сами их убивали; в такой ситуации инстинкт самосохранения обычно оказывается сильнее морального табу на каннибализм, хотя психологическая травма и чувство вины у вынужденных каннибалов сохраняются долго. Известный случай такого рода — авиакатастрофа в Андах 13 октября 1972 года. Выжившие в той катастрофе провели 72 дня в зоне вечных снегов и уцелели только потому, что употребляли в пищу тела погибших.
Норвежский полярный исследователь Руал Амундсен, во время плавания Северо-Западным проходом на парусно-паровой яхте «Йоа» (1903—1906) зимовавший на канадском арктическом острове Кинг-Уильям, познакомился там с местной вдовой-эскимоской Навьей, рассказавшей ему, что в молодости она отправилась со своим мужем и маленьким сыном в далёкий поход на рыбную ловлю, и после того как супруг внезапно заболел и умер, вдове с ребёнком пришлось съесть его тело, чтобы выжить и вернуться к своим.  
Другими примерами являются описанные ниже массовые случаи:
- Голод в Поволжье (1921—1922)
- Голод на Украине (1932—1933)
- Голод в Казахстане (1929—1933)
- Ленинградская блокада в годы Второй мировой войны
- Великий китайский голод (1959—1961)
- в Северной Корее (1996)
- во времена правления красных кхмеров в Камбодже в 1970-х
- многочисленные гражданские войны в странах Африки
- а также отдельные случаи при кораблекрушениях и других катастрофах[83].

## Каннибализм как средство пропаганды

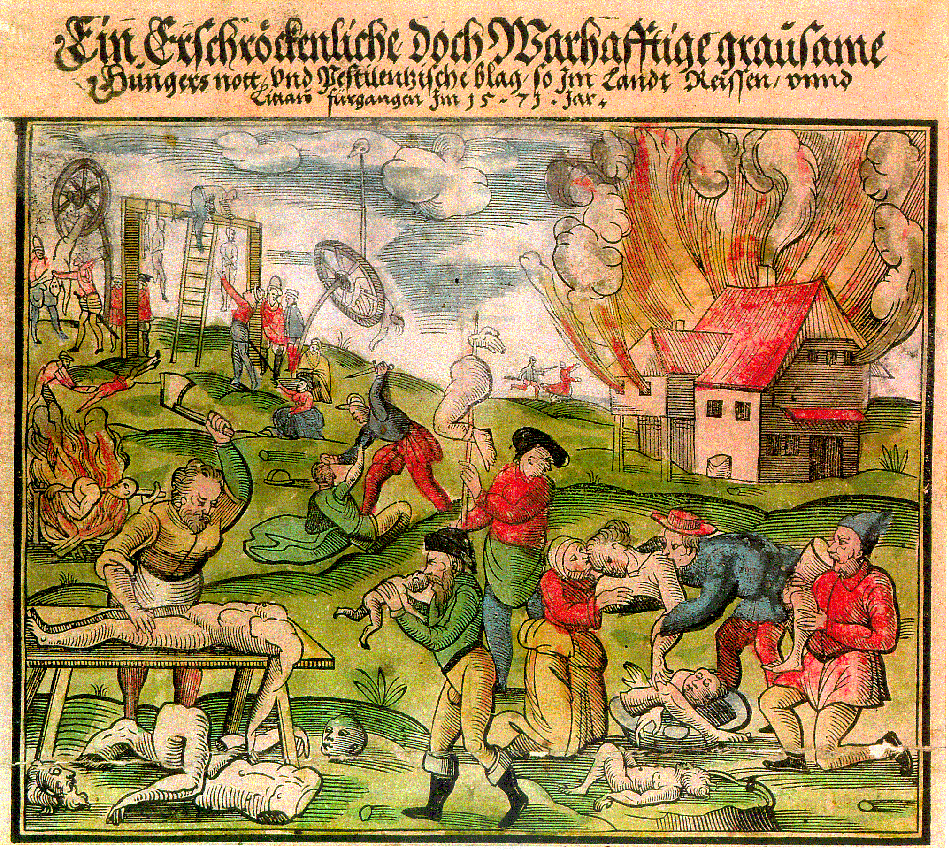
«Каннибализм на Руси и в Литве», Аугсбург, 1571

Существуют необоснованные сообщения о каннибализме в среде групп, которых так или иначе презирают, боятся или плохо знают. Ещё в античное время греки упоминали о людоедстве удалённых не греческих племён варваров, или в мифах о примитивном подземном (хтоническом) мире до появления олимпийских богов: например, явный отказ от человеческого жертвоприношения на пиру, данном в честь Олимпа Танталом и его сыном Пелопом. В Европе с XV по XIX века цыганам и евреям нередко приписывали похищение людей из числа национального большинства стран проживания с целью их поедания; местами это была осознанная клевета, местами — бессознательная, вызванная мистическими ожиданиями населения по отношению к инородцам. В 1994 году распространялась брошюра с сообщениями о югославском концентрационном лагере Маняча, где боснийские беженцы якобы были вынуждены есть тела друг друга. Информация была ложной.
В 1729 Джонатан Свифт издал сатирический памфлет «Скромное предложение», в котором он предлагал бедным ирландским семьям продавать своих детей на съедение представителями высших слоёв английского общества и тем самым облегчить свою долю и получить прибыль. Он был написан по поводу безразличия господ в стране к положению своего народа и их единственной заботы по увеличению своего дохода.
Уильям Аренс, автор книги «Людоедский миф: антропология и антропофагия» (1979), ставит вопрос о надёжности сообщений о каннибализме и утверждает, что настойчивые обвинения какой-либо группы в людоедстве со стороны другой группы имеют идеологическую основу и демонстрируют желание выразить своё превосходство над ней. Аренс основывает свои тезисы на детальных анализах многочисленных «классических» случаев каннибализма в разных обществах, описанных исследователями, миссионерами, антропологами. Он нашёл, что многие из них были пропитаны расизмом, необоснованны, записаны с третьих слов или основывались на смутных слухах. Он просматривал горы литературы, но ему не удавалось найти чьё-либо конкретное свидетельство. Его заключение в конце: каннибализм не был настолько широко распространён в ранней истории, как об этом толкуют, антропологи часто слишком поспешно ставят клеймо людоедства на какой-либо группе, основываясь не на тщательном исследовании, а на своих собственных субъективных предрасположениях, часто стремлениях к экзотике. Он писал: «Антропологи не сделали каких-либо серьёзных усилий, чтобы разрушить иллюзии о повсеместном людоедстве… в ловких руках и при богатом воображении, прошлые и нынешние антропологи приумножили данные…». Исследования Аренса противоречивы и часто сводятся к тому, что «каннибалы не существуют и никогда не существовали», в конце книги он призывает к более ответственному подходу в антропологических исследованиях. В любом случае книга является вехой критического пересмотра литературы о каннибалах. Впоследствии Аренс допускал, что некоторый каннибализм в истории человечества всё-таки имел место, но в основном был преувеличен.
С другой стороны, в своём эссе «О каннибалах» Монтень, развивая идею о «благородном дикаре», предложил многокультурный подход к европейской цивилизации. Монтень писал: «Часто „варварством“ называют то, к чему не привыкли».
Аналогичным образом некоторые японские деятели (например, Кувабара Дзицудзо) в своих тенденциозных пропагандистских статьях квалифицируют китайскую культуру как каннибальскую, что носит идеологическую окраску и подразумевает превосходство Японии в годы Второй мировой войны.

## Сексуально мотивированный каннибализм
Получение сексуального удовольствия от фантазий быть съеденным либо от фантазий о поедании другого человека называется ворарефилией.
Каннибальский фетишизм или парафилия является одной из наиболее экстремальных разновидностей сексуального фетишизма. Такие фетиши редко выходят за границы мира фантазий, большинство удовлетворяется порнографическими историями, картинами, фотомонтажом (или полностью сгенерированными на компьютере изображениями), некоторые выражают свои фантазии в сексуальных играх.
Но существуют и особые случаи сексуального каннибализма в реальной жизни, — некрофагия (от др.-греч. νεκρός — «мёртвый» и др.-греч. φαγεῖν «есть, питаться»). При некрофагии сексуальное удовлетворение достигается путём поедания частей человеческого тела. Некрофагия является разновидностью некросадизма и зачастую сочетается с некрофилией. Может проявляться сравнительно редко при шизофрении и других психотических расстройствах, а также при расстройствах личности. К ним относятся преступления, которые совершили серийные убийцы, например, Фриц Хаарманн, Альберт Фиш, Джеффри Дамер, Николай Джумагалиев, Алексей Суклетин, Андрей Чикатило и Александр Спесивцев.

## Религиозно-мистический каннибализм
Среди многих племён и народов был распространён религиозно-магический каннибализм, выражавшийся в поедании различных частей тела убитых врагов, военнопленных, умерших сородичей (так называемый эндоканнибализм) и так далее. Такой обычай был основан на убеждении, что сила и другие положительные свойства поедаемого переходили к поедающему.
Это доставило и неприятности. Например, племя форе проводило акты религиозного каннибализма, что позволило передаваться заболеванию Куру, смертельной неизлечимой болезнью. Жители верили, что эта болезнь — проклятье шамана. И хотя от каннибализма удалось избавиться, но происходят отдельные случаи этого недуга, так как инкубационный период инфекции может длиться более 30 лет.

## Каннибализм в фольклоре, мифологии и религии

### Фольклор
Оргии каннибалов и элементы каннибализма появляются в фольклоре всего мира. Примерами являются ведьма в сказке «Гензель и Гретель» и Баба-Яга в русских народных сказках; Людоеды и людоедки являются действующими лицами нескольких сказок Шарля Перро («Кот в сапогах» и др.).

### Античная мифология
Большое количество историй в древнегреческих мифах так или иначе несёт элементы каннибализма, например в историях о Тезее, Терее и особенно о Кроносе (аналогом которого в римском варианте является Сатурн). Эти мифы вдохновили Шекспира на каннибальскую сцену в драме «Тит Андроник».

### Индуизм
В литературе индуизма описываются существовавшие в древности племена каннибалов, обитавшие в лесу. Они известны под названием ракшасов. Ракшасы упоминаются во многих священных текстах индуизма: Пуранах, «Махабхарате» и «Рамаяне». Также существуют шиваитские течения Агхори и Капалики, адепты которых практикуют ритуальный каннибализм.

### Иудаизм
В Танахе (Ветхом Завете) (4-я Книга Царств 6:25-30) упомянут каннибализм при осаде Самарии. Две женщины заключили соглашение, что съедят своих детей, но после того, как первая мать приготовила трапезу из своего ребёнка и они это съели, вторая отказалась выполнить ответное обязательство по приготовлению своего ребёнка. Почти в точности такая же история при осаде римлянами Иерусалима в 70 г. н. э. описана Иосифом Флавием.

### Христианство
В I—III веках н. э. противники христианства иногда обвиняли ранних христиан в каннибализме, толкуя «кровь и плоть» Евхаристии буквально. Опровергая это, Тертуллиан отвечал: «Вы знаете дни наших собраний, почему нас и осаждают, и притесняют, и хватают на самых тайных наших собраниях. Однако наткнулся ли кто когда-нибудь на полуобъеденный труп? Заметил ли кто-нибудь на залитом кровью хлебе следы зубов?». Некоторые историки (R. Sugg), антропологи (S. Lindenbaum), этнографы, этологи (В. Р. Дольник), фольклористы (А. А. Панченко), философы, представители других наук в христианской традиции Причащения хлебом (телом Бога) и вином (кровью Бога) видят пережитки религиозно-магического каннибализма — теофагии. При этом вопрос о непосредственной связи происхождения этой традиции и каннибализма даже в символической форме остаётся дискуссионным. Традиционно в христианстве тема связи теофагии и Евхаристии не была предметом специального рассмотрения и полемики, культуролог К. А. Богданов отмечает, что «прямые аналогии между Евхаристией и каннибализмом оказались востребованными — в контексте экспансии соответствующих сюжетов — только в культуре XX века».
У православных, католиков и древневосточных церквей существует понимание, что при осуществлении таинства Причастия (Евхаристия) хлеб и вино пресуществляются в само тело и кровь Иисуса Христа, которые верующие и вкушают (причащаются) для оставления грехов и наследования жизни вечной, тем самым реально соединяясь с Богом. В части протестантских церквей (англикане, лютеране) сохраняется представление о реальном присутствии крови и плоти Иисуса Христа в Евхаристических вине и хлебе. В другой части протестантских церквей хлеб и вино только символизируют истинные кровь и плоть Иисуса Христа. Обвинения в каннибализме по адресу ранних христиан основаны на недоразумении, вызванном незнанием существа обряда, при котором христиане «пьют кровь и едят плоть Иисуса». Христиане, в свою очередь, обвиняли в каннибализме своих преследователей — римлян из-за их практики смертной казни путём сожжения, а также своих религиозных оппонентов — например, секту борборитов.

### Ислам
По Корану, злословие (гыйбат) запрещено, оно уподобляет человека, занимающегося злословием, тому, кто ест мясо своего мёртвого брата (сура Аль-Худжурат 49, аят 12). Таким образом косвенно запрещается каннибализм.

## Медицинский каннибализм
Древние римляне употребляли кровь гладиаторов как средство от эпилепсии. В эпоху Возрождения для укрепления немощных больных использовали толчёные в порошок египетские мумии: «тысячи египетских мумий, законсервированные в битуме, были истолчены и продавались как медицинские снадобья». Такая практика переросла в широко распространённый бизнес, который процветал до конца XVI столетия. Ещё триста лет назад считалось, что порошок из мумий помогает против кровотечений, и им торговали фармацевты.
В XVI—XVIII веках в Западной Европе использовались «лекарственные средства», изготовленные из частей человеческого тела. Историк медицины Ричард Сагг из университета Дарема (Великобритания) утверждает, что человеческую плоть и препараты, изготовленные из трупов, европейские медики применяли так же часто, как травы, коренья и кору, а части трупа и кровь являлись предметами первой необходимости и имелись в каждой аптеке. На лекарства шли трупы нищих, останки казнённых преступников и даже прокажённых. Самым известным пропагандистом такого лечения был Парацельс.
К примеру, считалось, что человеческий жир помогает при ревматизме и артрите. В XVII веке немецкий фармаколог Иоганн Шрёдер прописывал своим пациентам следующий рецепт (не ясно, от чего):

Человеческое мясо следует нарезать на мелкие кусочки, добавить чуточку мирры и алоэ, несколько дней выдержать в винном спирте, а затем провялить в сухом помещении.
Одни из последних рецептов, связанных с каннибализмом в медицинских целях, оставил британский проповедник Джон Кеоф, умерший в 1754 году. Среди каннибальских снадобий от различных болезней рекомендованы порошки из костей человеческого запястья и черепа, толчёное сердце, дистиллят мозга, экстракт желчи, свежая и сушёная кровь, а также «мох» (Usnea Cranii Humani), растущий на черепе мертвеца. Последний оставался официальным лекарством в английской фармакопее до XIX века.

## Людоедство и законодательство
УК РФ, а также уголовные кодексы многих других стран не имеют отдельной статьи, предусматривающей ответственность за людоедство. То есть, если человек не совершал убийства, а вместе с убийцей принял участие в поедании человеческого тела, он свободен от наказания.

## Другие использования термина людоедство
- В эпитетах, характеризующих жестокость со стороны властей, чиновников, начальства и соответствующих поддерживающих их законов (людоедские законы).
- В разных производственных интригах. Например, если кто-то, двигаясь по служебной лестнице, становится начальником своего бывшего начальника, то говорят, что он его съел.

## Людоедство в культуре и искусстве

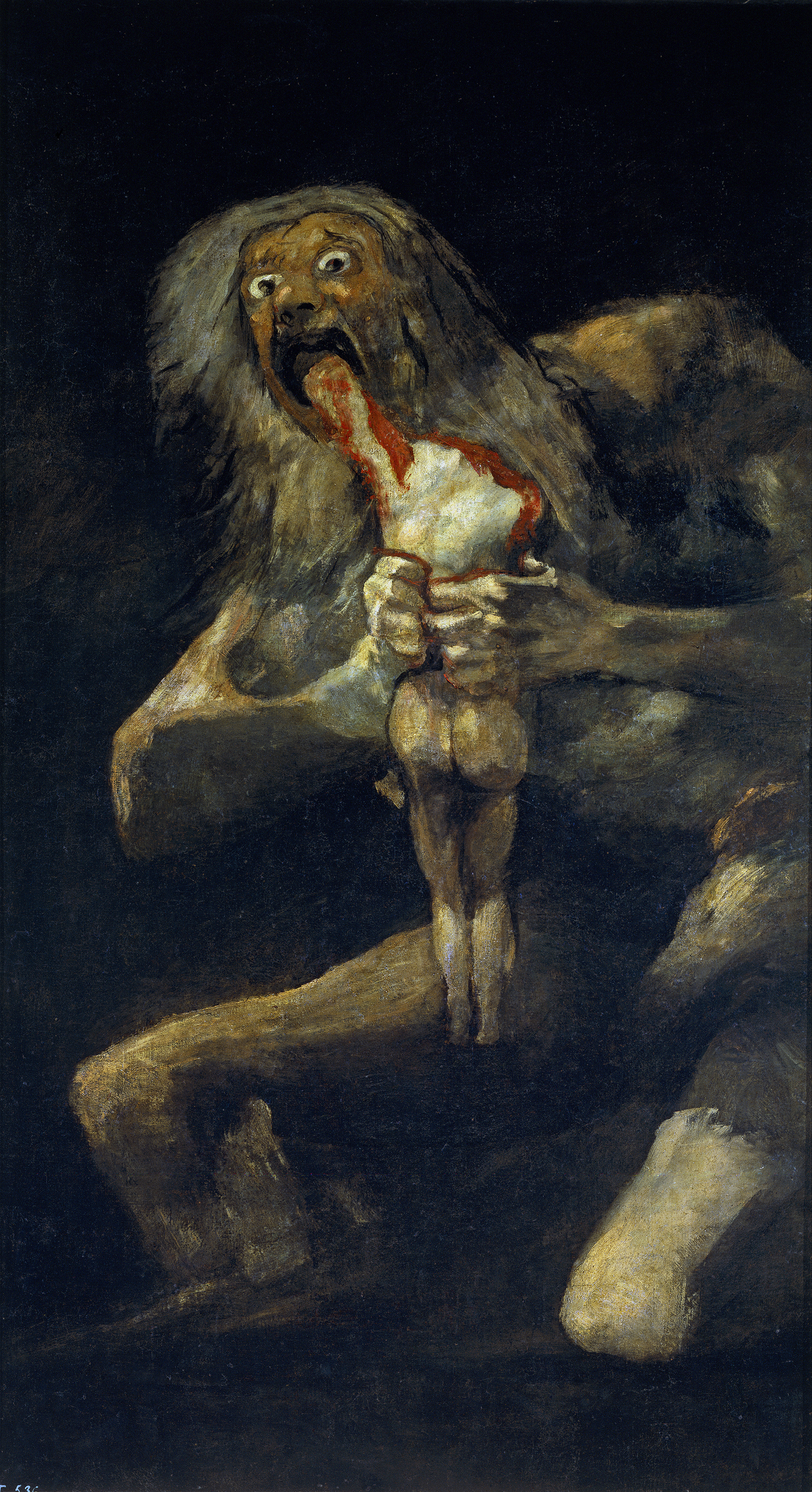
«Сатурн, пожирающий своего сына», Франсиско Гойя, 1819

### В музыке
…Но почему аборигены съели Кука?

За что, не ясно — молчит наука!..

Мне представляется совсем простая штука -

Хотели кушать — и съели Кука!..

— Владимир Высоцкий «Одна научная загадка, или почему аборигены съели Кука» (1976)
- Александр Лаэртский, «Вымирание племени»
- Песня группы Ария «Штиль»
- Группа Cannibal Corpse
- Группа Necrophagia
- ДДТ «Революция» строчка «Человечье мясо сладко на вкус, это знают иуды блокадных зим».
- Песня группы «Опоздавшие к лету» «Маньяк украл мою малышку» строчка «…и на обед её печёнку съел с итальянскою фасолью».
- Песня Александра Галича «Ночной Дозор» строчка «…Им бы, каменным, человечины! Они вновь обретут величие».
- Песня группы Rammstein «Mein Teil».
- Песня группы Das Ich
- Песня группы Goethes Erben «Iphigenie».
- Рэп группы Кровосток «Людоед».
- Песни группы Коррозия металла «Каннибал» и «Съешь живьём».
- Группа Кувалда.
- Песня группы Verminous mind «Только свежая кровь».
- Песня группы Suicide Commando «Menschenfresser».
- Песня певицы Ke$ha «Cannibal».
- Песня Voltaire «Cannibal Buffet».
- Песня группы «Король и шут» «Ели мясо мужики»[103]
- Песня группы Korn «Narcissistic Cannibal»
- Песня группы Bloodbath «Eaten»
- Песня группы Агата Кристи «Гномы-каннибалы»
- Песни «Denkelied», «Dawaj,Dawaj», «Fleisch», «Harte Welt» группы Ost+Front
- Песня группы СатанаКозёл «Вьюга».
- Песня Тома Лерера «The Irish Ballad».
- Песня Noize MC «Чебуречная».
- Песня babangida «Йети и дети».
- Группа «Король и шут» (Зонг-опера «TODD») — опера по мотивам истории о Суини Тодде.

### В кинематографе
- Первым фильмом, в определённой степени посвящённым проявлениям людоедства, является фильм 1963 года «Кровавое пиршество» («Blood Feast»). В свою очередь, этот своеобразный поджанр фильмов ужасов отделился от фильмов про зомби[104]. Проявление каннибализма в фильмах ужасов имеет много общего с подобным проявлением таких персонажей, как зомби. Одним из отличительных признаков первого является то, что каннибалы в фильмах ужасов являются живыми существами, в отличие от зомби[104].
- В 1970-х и 1980-х годах итальянскими режиссёрами были сняты несколько приключенческих лент, герои которых, волей судьбы оказавшись в тропических джунглях, сталкивались с племенами дикарей-людоедов. Самые известные из них:
  - Последний мир каннибалов (Ружеро Деодато)
  - Человек с глубокой реки (Умберто Ленци)
  - Каннибалы (Умберто Ленци)
  - Ад каннибалов (Ружеро Деодато)
  - Ад каннибалов-2 (Съеденные заживо) (Умберто Ленци)
  - Эммануэль и последние каннибалы (Джо Д’Амато)
  - Белая богиня каннибалов (Хесус Франко)
- Одними из знаменитых фильмов ужасов является серия фильмов о Ганнибале Лектере: «Молчание ягнят», «Красный дракон», «Ганнибал», «Ганнибал: Восхождение».
- В сериале «Ганнибал», рассказывающем о противостоянии психиатра Ганнибала Лектера и детектива Уилла Грэма.
- В фильмах-катастрофах «Выжившие в Андах» режиссёра Рене Кардона (Мексика, 1976) и «Живые» режиссёра Фрэнка Маршалла (США, 1993) к каннибализму прибегают жертвы катастрофы уругвайского самолёта в Андах 1972 года.
- Каннибализмом вынужденно занимаются герои историко-приключенческих фильмов «Людоед» (США, 1999), действие которого происходит во время Американо-мексиканской войны 1846—1848 годов и «Голод» (2009), в центре сюжета которого — страдания американских пионеров отряда Дж. Доннера (1846—1847).
- Тема каннибализма фигурирует в фильме бразильского режиссёра Нелсона Перейры дус Сантуса «Как вкусен был мой француз» (1971), повествующего о пленном французе в индейском племени тупинамба. В конце фильма племя в торжественной обстановке казнит француза, чтобы съесть его.
- Похожий сюжет имеет приключенческий фильм бразильского режиссёра Луиша Альберто Перейра «Ханс Штаден — смотрите, к нам скачет еда» (Hans Staden — Lá Vem Nossa Comida Puland, 1999), основанный на подлинных мемуарах немецкого ландскнехта Ханса Штадена, побывавшего в плену у бразильских индейцев тупинамба в 1555 году
- В фильме «Конан-варвар» 1982 года присутствует сцена разделки человеческих трупов с последующим приготовлением из них варева для членов культа, участвующих в сексуальной оргии. Данная сцена считается одной из самых известных и характерных в фильме, но вне её тема каннибализма больше в фильме не поднимается[4].
- Тема каннибализма отражена в фильмах «Новая Земля», «Живые» и в мультсериале «Южный парк», в сериях «Скотт Тенорман должен умереть» и «Мамаша Картмана по-прежнему грязная шлюха»
- Тема каннибализма проявляется в фильме «Поворот не туда» и шести его продолжениях.
- В фильме «Книга Илая» каннибалов от обычных людей отличает сильное (в зависимости от количества съеденных) дрожание рук.
- В фильме «Суини Тодд» миссис Ловетт зарабатывала деньги продажей пирожков, сделанных из мяса убитых клиентов Суини Тодда.
- В фильме «Пираты Карибского моря: Сундук мертвеца» Джека Воробья связало и хотело съесть племя людоедов, считая, что он — бог в человечьем облике, и им следует «освободить его из темницы бренной плоти».
- Героиня фильма «В моей коже» отрезает и ест куски собственной кожи.
- В третьем сезоне телесериала «Кости» действует серийный убийца-каннибал Гормогон.
- В 7 сезоне сериала «Доктор Хаус», в 17 серии («Без благодати») присутствует маньяк-каннибал.
- В 4 сезоне сериала «Побег», во 2 серии («Взлом») Теодор Бэгвелл в пустыне убивает и съедает своего попутчика Санчо.
- В фильме «Город грехов» один из злодеев по имени Кевин вместе со своим приёмным отцом кардиналом Рорком убивал и ел проституток из Старого Города.
- В фильме «Судный день» выжившие в заражённом инфекцией городе съедают одного из прибывших туда на разведку солдат.
- В фильмах «У холмов есть глаза» и «У холмов есть глаза 2» действует семья мутантов-каннибалов.
- В финале фильма Питера Гринуэя «Повар, вор, его жена и её любовник» жена вора заставляет мужа отведать мяса убитого им её любовника, которого по её просьбе приготовил повар.
- В сериале «Сверхъестественное» во 2 серии 1 сезона присутствует существо под названием «Вендиго», поедающее людей, бывшее раньше человеком и ставшее монстром вследствие каннибализма; в 15 серии 1 сезона один из главных героев попадает в плен к людоедам, которые перед поеданием охотятся на жертву с ружьём в качестве развлечения.
- В сериале «Гримм» в 11 серии 2 сезона также присутствует существо Вендиго, поедающее людей и хоронившее кости под собственным домом.
- В мультсериале «Гриффины» в 1 серии 11 сезона Гриффины поедают Бена Фишмана, чтобы не умереть с голоду.
- В сериале «Торчвуд» в 6 серии 1 сезона действует целая деревня каннибалов.
- Во втором сезоне сериала «The IT Crowd», в 3 серии («Moss and the German») присутствует высокоморальный немец-каннибал, ищущий добровольных жертв по объявлению.
- Фильм «Граница» о группе молодежи, попавшей в плен к семейству нацистов-каннибалов, обитающих на приграничной ферме.
- Фильм «Угрюм-река». Главный герой Прохор Громов встречается в тайге с разбойником, который признаётся в том что ранее занимался людоедством:

«…Ты человечину едал? Человечина, она, сладкая, как сахар…»
- Фильм «Людоед» о восстании в лагере заключённых в Казахской ССР. Совершив побег, отец и сын попадают в критические условия, которые вынуждают отца совершить самоубийство, а сына — съесть его труп, чтобы выжить в пустыне.
- В фильме «2001 Маньяк» жители деревни собираются убить группу отдыхающих студентов, чтобы затем приготовить и съесть во время торжественного праздничного обеда.
- В эпизоде сериала «Секретные материалы» «Наш городок» (24 серия второго сезона) жители городка использовали каннибализм как средство от старения.
- В финальных эпизодах телесериала «Террор» (США, 2018), поставленного по мотивам одноимённого романа Дэна Симмонса (2007), к каннибализму вынужденно прибегают члены британской арктической экспедиции Джона Франклина.
- Сериал «Сотня» (5 сезон, 11 серия).
- Сериал «Чикатило», посвященный охоте на советского серийного убийцу, педофила и людоеда Андрея Чикатило. В сериале присутствуют сцены когда Чикатило съедает части тела своих жертв. Также есть упоминания о поедании им детородных органов убитых им детей.
- Сериал «Байки из склепа» (4 сезон, 6 серия).
- Сериал «Лекс», 1 сезон.
- Мультфильм «Mr. Freeman», part 4.
- Советский мультфильм «Принцесса и людоед».
- Фильм «Плохая партия». Антиутопия о мире каннибалов
- Фильм «Судья Дредд» (1995), после крушения самолёта перевозящего заключённых, главного героя берёт в плен семья каннибалов.

### В литературе

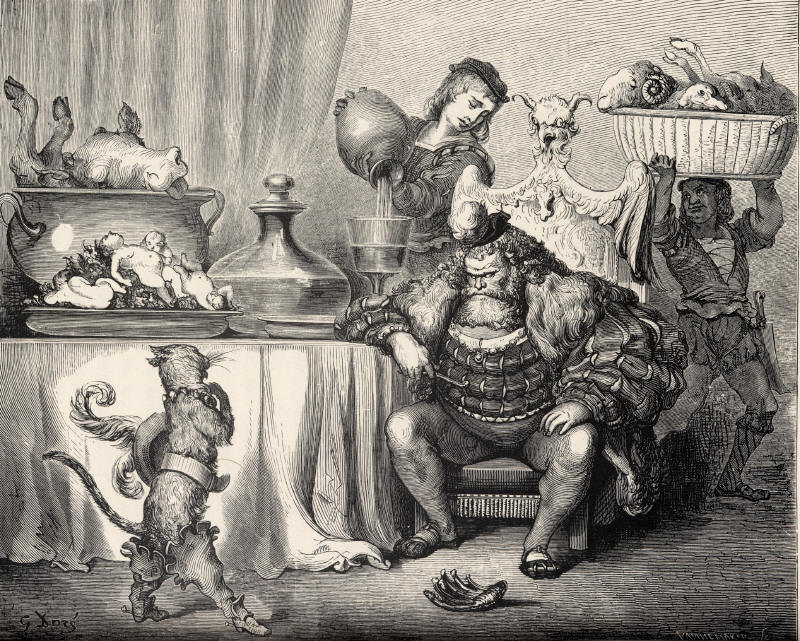
Кот в сапогах и Людоед. Иллюстрация Гюстава Доре к сказке Шарля Перро

- В одном из китайских классических романов «Речные заводи» один из главных героев, монах Лу Чжи-шэнь, зайдя в придорожный кабачок, едва избежал переработки на мясо: хозяйка кабака Су Эр-нян по прозвищу «Людоедка» опоила его вином со снотворным. Спасло монаха только прибытие мужа хозяйки, которому тот был известен. В дальнейшем похожая история приключилась с другим героем романа, У Суном.
- Каннибализм (людоедство) упоминается в романе «В августе сорок четвёртого» (другое название «Момент истины»; автор романа — Владимир Богомолов).
- Эпизод с каннибализмом (людоедством) есть в повести «Чёрная свеча» (авторы — В. Высоцкий и Л. Мончинский).
- В художественно-публицистической книге Александра Солженицына «Архипелаг ГУЛАГ» упомянуто людоедство в Ленинградскую блокаду (1941—1944), на стройке СевЖелДорЛага и во время голода в Поволжье в 1921—1922 годах.
- Факты каннибализма среди жителей осаждённого Ленинграда рассматриваются в романе А. Б. Чаковского «Блокада» (1969), мемуарах Анатолия Дарова «Блокада» (Мюнхен, 1946) и в историко-публицистической книге Д. Гранина и А. Адамовича «Блокадная книга» (1979).
- Евгения Гинзбург в своей автобиографической повести «Крутой маршрут» (1967, вторая часть — 1975—1977) описывает случай каннибализма, с которым она столкнулась в медицинской части для заключённых.
- В знаменитом романе «Робинзон Крузо» Даниэля Дефо присутствуют дикари-каннибалы (карибы).
- Сюжет детективного романа Андрея Воронина «Тень каннибала» завязан на каннибализме.
- В рассказе Стивена Кинга «Тот, кто хочет выжить» главный герой вследствие полного отсутствия пищи поедает свою плоть.
- В нескольких произведениях Джека Лондона (например, цикле «Рассказы южных морей») присутствуют племена дикарей-каннибалов.
- В книге Ж.-К. Гранже «Лес мертвецов» сюжет основан на серии зверских ритуальных убийств маньяка-каннибала.
- В книге Владимира Сорокина «Пир» сюжет повести «Настя» основан на описании каннибализма.
- В четвёртой книге серии романов о Декстере писателя Джеффа Линдсея, «Деликатесы Декстера» (англ. Dexter is Delicious), сюжет разворачивается вокруг группы вампиров-каннибалов, также одним из персонажей является девушка, желающая, чтоб её съели.
- Тема людоедства широко разворачивается в знаменитом романе Жюля Верна «Дети капитана Гранта». Паганель, учёный-географ, рассказывает о племенах туземцев, живущих на островах Новой Зеландии. Именно их и опасался почтеннейший географ, когда он в составе путешественников был вынужден высадиться в Новой Зеландии. Паганель рассказывает об ужасной жестокости туземцев, которые имеют обыкновение есть тела убитых врагов и своих пленников.
- В менее известном романе Жюля Верна «Ченслер» (1871) пассажиры и члены команды одноимённого корабля, выжившие после кораблекрушения и оказавшиеся на плоту в открытом океане, вынуждены заняться людоедством, чтобы не умереть от голода. Указанный роман — произведение, во многом нетипичное для творчества Жюля Верна.
- Книга Поппи Брайт «Изысканный труп». Повествуется об истории двух маньяков, один из них ел человеческое мясо.
- О каннибализме в тылу во время Великой Отечественной войны рассказывается в книге Юза Алешковского «Карусель».
- В романе Дэна Симмонса «Террор» (2007) испорченные консервы послужили причиной каннибализма среди участников полярной экспедиции Джона Франклина.
- В романе Фридриха Горенштейна «Попутчики» (1985) один из персонажей рассказывает о дружбе с одноруким красноармейцем, который в 1934 году промышлял на вокзалах торговлей котлет из человечины.
- В 1992 году вышла книга Анеса Батаева «Конец кровавого дьявола», повествующая о преступлениях казанского людоеда Алексея Суклетина и его сообщников.
- В повести Александра Волкова «Волшебник Изумрудного города» фигурирует Людоед, который живёт в замке и заманивает к себе людей на съедение при помощи таблички, обещающей выполнение всех желаний. После похищения Элли был убит Железным Дровосеком, когда тот спасал Элли.
- В антиутопии Энтони Бёрджесса «Вожделеющее семя» описано общество будущего, главной проблемой которого стало тотальное перенаселение. В связи с этим получил развитие каннибализм, так как, во-первых, на всё население не хватает пищевых ресурсов и их приходится пополнять за счёт человечины, а во-вторых, от поедания людей количество населения уменьшается и перенаселение сходит на нет.
- В рассказе Марка Твена «Людоедство в поезде» главный персонаж вспоминает о случае в поезде, застрявшем в снежном заносе. После нескольких дней голодовки пассажиры начали выбирать жертв для съедения. В конце выясняется, что людоедство было лишь голодным бредом рассказчика. В целом рассказ является едкой сатирой на политические собрания, так как выбор жертв осуществлялся через дебаты, голосования, избрание комисии, заслушивание докладов и т. д.
- Жан Рей, «Смерть людоеда» — специалист по европейскому фольклору рассказывает слушателям о связи фольклорного образа людоеда с Жилем де Ре, что приводит к трагичным последствиям.
- Г. Ф. Лавкрафт, «Крысы в стенах» — потомок древнего рода каннибалов восстанавливает замок предков и подпадает под власть фамильной тяги к каннибализму.

### Игры
Весной 2009 года в интернете появилась сетевая ролевая литературно-дипломатическая игра «Людоеды». Это реинкарнация сетевой игры «Остракизм», существовавшей в 1998—2004 годах. «Людоеды», как и «Остракизм», является игрой на выбывание, схожей по принципу с игрой «Мафия» и телепроектом «Последний герой». Классический сюжет игры: «После кораблекрушения группа людей попала на необитаемый остров. Остров голый, есть нечего, поэтому каждый день общим прямым голосованием потерпевшие выбирают из своей среды того, кого сегодня съедят». Несмотря на этот анонс, персонажей по сюжету, как правило, не едят. У игроков есть множество неограниченных возможностей для сюжетных отыгрышей того, как именно выбыл тот или иной персонаж. Игроки также могут отыгрывать любых персонажей — реальных, литературных, вымышленных — для реализации своей сюжетной линии и для достижения конечного результата — победы в игре.
В игре Until Dawn, вышедшей эксклюзивно для PlayStation 4, фигурируют вендиго — люди, вкусившие человеческую плоть и ставшие монстрами.
Персонажи-людоеды фигурируют также в таких компьютерных играх, как Fallout, Might and Magic VI: The Mandate of Heaven, F.E.A.R., World of Warcraft, GTA V, The Walking Dead, серии игр Outlast и множестве других.